# Don Benito
Don Benito es un municipio y ciudad española de la provincia de Badajoz, en la comunidad autónoma de Extremadura. Es centro económico, junto con Villanueva de la Serena, de las Vegas Altas del Guadiana. La población del municipio ascendía a 37 771 habitantes en 2024. Del total de su población, un 91,51 % (34 566 habitantes) residen en el núcleo urbano, repartiéndose el resto entre seis entidades locales menores y una pedanía.
El principal sector económico de la ciudad es el de los servicios. No obstante, la confluencia de los ríos Guadiana y Ortiga ha incentivado la explotación agrícola y ganadera, junto a la cual se ha desarrollado una importante industria alimentaria. El municipio está unido a la autovía EX-A2, que une Don Benito con las Vegas Altas.
El término municipal es el 46.º más grande de España en extensión, por encima de ciudades y capitales del país, como Barcelona y Valencia entre otras muchas, ya que cuenta con una superficie de 561,99 km², algo menor que la isla de Ibiza.

## Símbolos

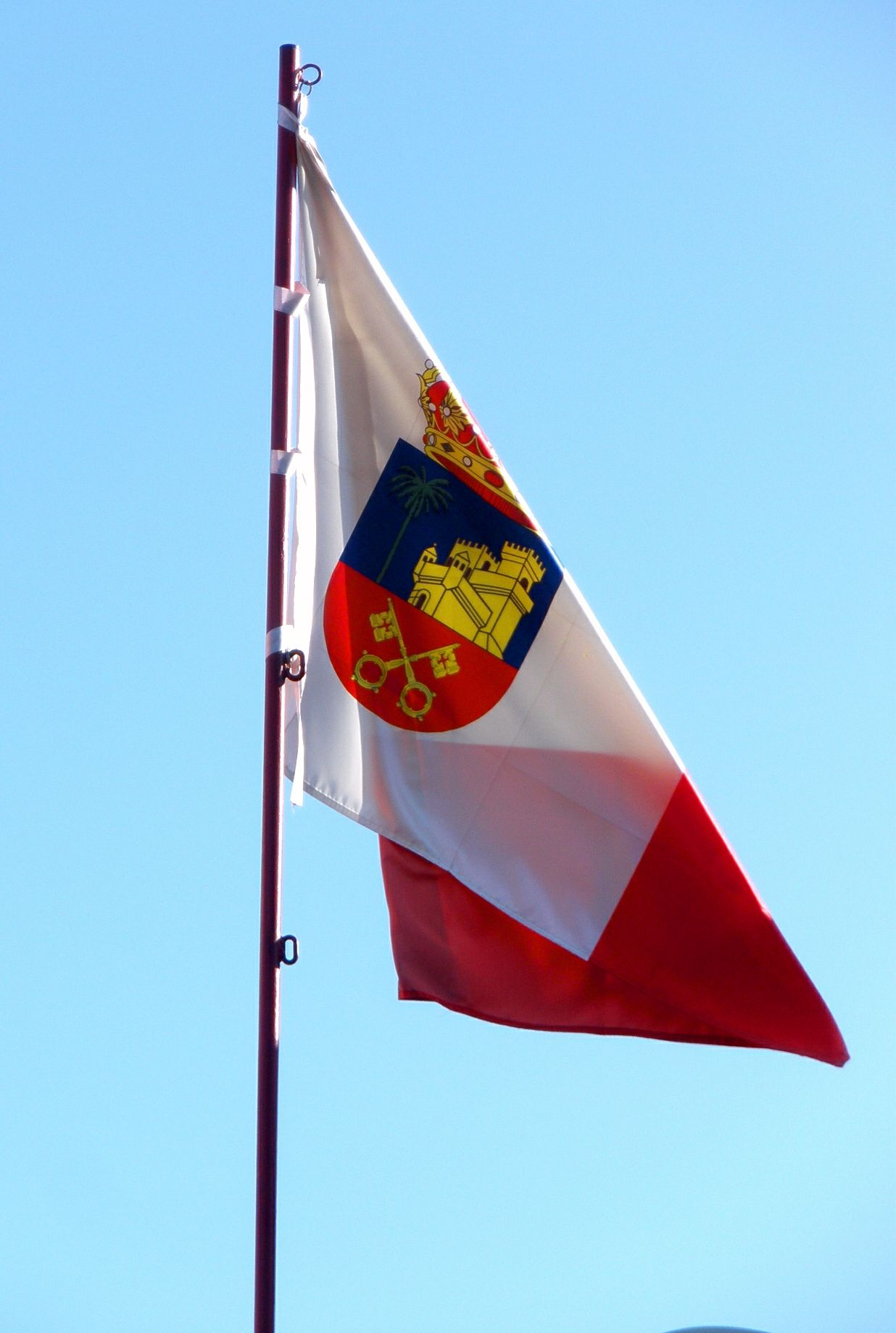
Bandera de Don Benito

Escudo recortado. Primero, de azur, castillo, de oro mazonado de sable, adiestrado de palmera núrida, de sinople. Segundo, en campaña, de gules, dos llaves, de oro, en aspa con los ojos hacia abajo y los palmetones arriba, huecos, formando una cruz y mirando hacia el exterior. Al timbre, Corona Real cerrada.

Bandera rectangular, de proporciones 2/3, formada por dos franjas verticales, de proporciones 2/3 y 1/3 del largo, siendo blanca junto al asta, cargada con el escudo heráldico municipal, y roja al batiente.

## Geografía
Enclavada en la comarca de La Serena-Vegas Altas, forma junto a la vecina Villanueva de la Serena una conurbación de gran relevancia en toda la región, dando lugar a un centro agrícola, industrial y de servicios con una gran influencia tanto a nivel comarcal como regional, que supera los sesenta mil habitantes. Don Benito, con 561,99 km², es uno de los términos municipales más extensos de España. Es cabeza y sede del partido judicial de Don Benito.
El extenso término municipal de Don Benito se integra en la comarca de La Serena-Vegas Altas de la provincia de Badajoz, situándose el núcleo urbano a 110 kilómetros de la capital provincial. El relieve del territorio es predominantemente llano, como corresponde a la vega del río Guadiana, si bien, al sur del municipio se alzan pequeñas sierras, empezando por la sierra de la Ortiga, con alturas superiores a los 600 m. Además del Guadiana, atraviesan el municipio los ríos Ortiga y Guadámez por el oeste y el Búrdalo y el Ruecas por el este. El núcleo de población, situado a 279 m sobre el nivel del mar, se asienta entre el río Guadiana y el río Ortiga. En torno al cauce del río Ortiga se extienden los parajes naturales de Doña Blanca, al norte, y la Serrezuela, al sur, ambos de propiedad pública.
| Noroeste: Santa Amalia               | Norte: Miajadas (Cáceres)                 | Noreste: Villar de Rena y Rena          |
| Oeste: Medellín, Mengabril y Guareña |                                           | Este: Villanueva de la Serena y La Haba |
| Suroeste: Manchita                   | Sur: Oliva de Mérida y Valle de la Serena | Sureste: Valle de la Serena             |

El exclave de Conquista de Guadiana limita con Almoharín, Miajadas y Santa Amalia.
El exclave de El Torviscal y Gargáligas limita con Campo Lugar, Madrigalejo, Acedera, Orellana la Vieja, La Coronada, Villanueva de la Serena, Rena y Villar de Rena.

### Clima
La región geográfica en la que se asienta Don Benito presenta un clima mediterráneo típico, con los veranos muy cálidos y los inviernos suaves. En los meses de verano las temperaturas son muy altas, a veces superan los 40 °C, llegando en ocasiones a superar los 44 °C. En los meses invernales las temperaturas son suaves, rara vez la temperatura baja de 0 °C. En esta época la ciudad es tomada por las nieblas, por la cercanía del río Guadiana. Las precipitaciones son escasas, oscilan entre los 300 y los 400 mm anuales, siendo prácticamente nulas en los meses de verano. La temperatura media total del año es de 16,71 °C
| Observatorio de Don Benito                              | Observatorio de Don Benito | Observatorio de Don Benito | Observatorio de Don Benito | Observatorio de Don Benito | Observatorio de Don Benito | Observatorio de Don Benito | Observatorio de Don Benito | Observatorio de Don Benito | Observatorio de Don Benito | Observatorio de Don Benito | Observatorio de Don Benito | Observatorio de Don Benito | Observatorio de Don Benito |
| 1985-2015                                               | Ene                        | Feb                        | Mar                        | Abr                        | May                        | Jun                        | Jul                        | Ago                        | Sep                        | Oct                        | Nov                        | Dic                        | Año                        |
| ------------------------------------------------------- | -------------------------- | -------------------------- | -------------------------- | -------------------------- | -------------------------- | -------------------------- | -------------------------- | -------------------------- | -------------------------- | -------------------------- | -------------------------- | -------------------------- | -------------------------- |
| Temperatura media mensual de las máximas absolutas (°C) | 18                         | 21                         | 25                         | 28                         | 33                         | 38                         | 40                         | 40                         | 36                         | 30                         | 24                         | 19                         | 29.33                      |
| Temperatura máxima media (°C)                           | 13                         | 15                         | 18                         | 20                         | 25                         | 31                         | 34                         | 34                         | 30                         | 24                         | 17                         | 14                         | 22.92                      |
| Temperatura mínima media (°C)                           | 4                          | 4                          | 6                          | 8                          | 12                         | 16                         | 18                         | 18                         | 16                         | 12                         | 7                          | 5                          | 10.5                       |
| Temperatura media mensual de las mínimas absolutas (°C) | -3                         | -3                         | -2                         | 1                          | 5                          | 9                          | 12                         | 12                         | 10                         | 6                          | 1                          | -3                         | 3.75                       |
| Precipitación (mm)                                      | 49                         | 39                         | 32                         | 34                         | 23                         | 9                          | 2                          | 2                          | 15                         | 47                         | 54                         | 62                         | 368                        |

## Historia

### Edad Media

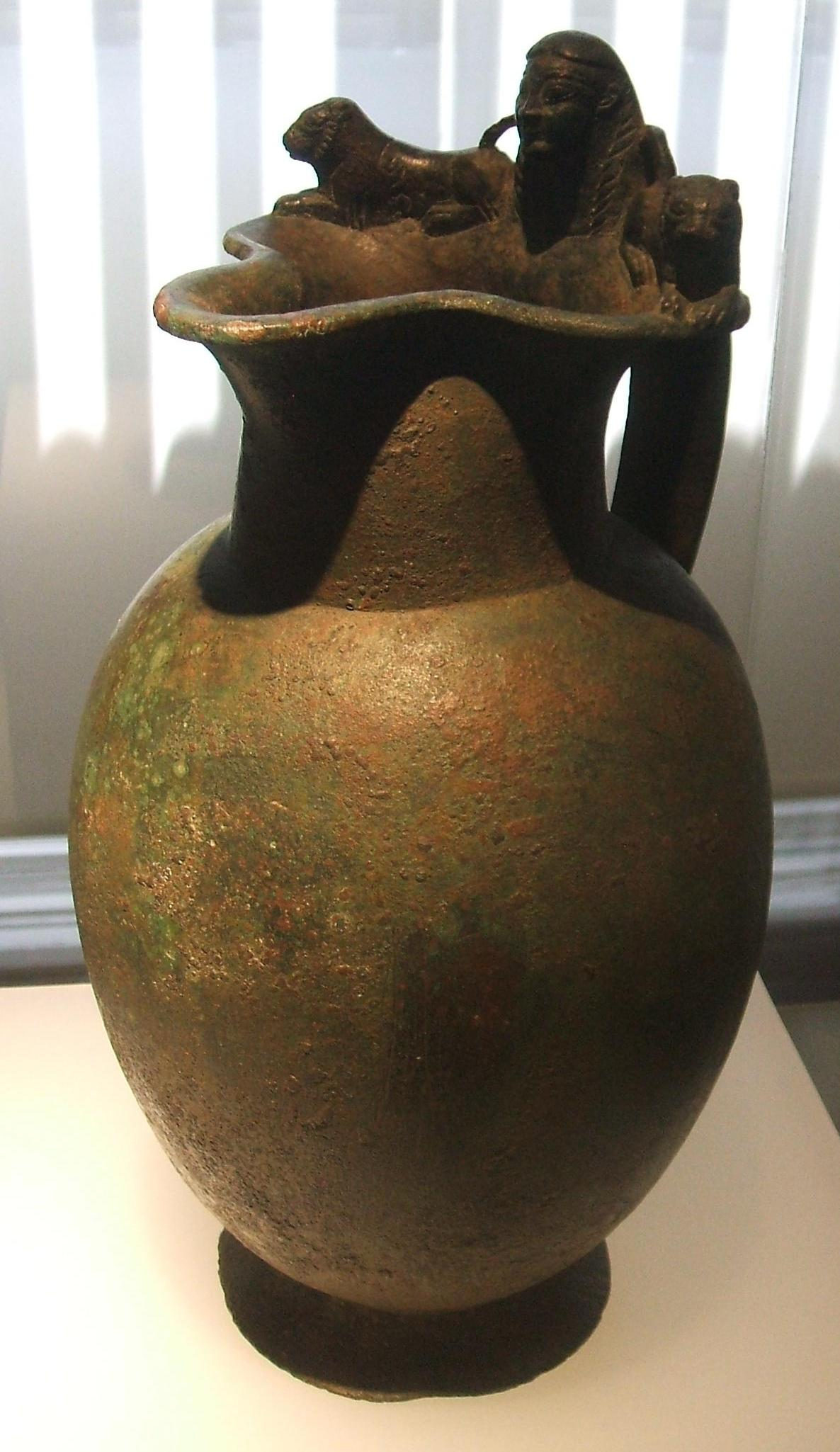
El jarro de Valdegamas, datado en el, se halló cerca de Don Benito. Se encuentra en el Museo Arqueológico Nacional

Datos concretos sobre la fundación del pueblo no se tienen hasta la segunda mitad del siglo XV, aunque se puede decir que este fue lugar de asentamiento de pueblos romanos, visigodos y árabes.[cita requerida] El documento más antiguo que se conoce sobre la población es una ejecutoria real de 1494 donde se ordenaba al conde de Medellín que no se entrometiese en las elecciones del concejo de Don Benito.
Sobre la fundación de Don Benito se barajan muchas versiones. Unos dicen[¿quién?] que se creó a partir del enclave próximo de Don Llorente, siendo las razones de su creación establecer un asentamiento en un lugar mejor resguardado que el originario para protegerse de las continuas inundaciones que producía el río Guadiana. Otros[¿quién?] formulan que dos hijos de dicho conde de Medellín, llamados don Llorente y don Benito, fundaron sobre terreno que su padre les había donado dos aldeas a las que bautizaron con sus nombres, pero sufriendo la de Don Llorente continuas inundaciones por su proximidad al Guadiana, sus moradores acordaron trasladarse a la de Don Benito, situada en terreno más seguro. Alonso de Maldonado, cronista del siglo XV, hace también alusión a 1474, refiriéndose al paso por este lugar camino de Magacela al maestre de la Orden de Alcántara Alonso de Monroy, con el detalle anecdótico de la pérdida aquí de su caballo overo "que se le quedó muerto entre las piernas". Alonso señaló ya a Don Benito como "pueblo viejo".

### Edad Moderna

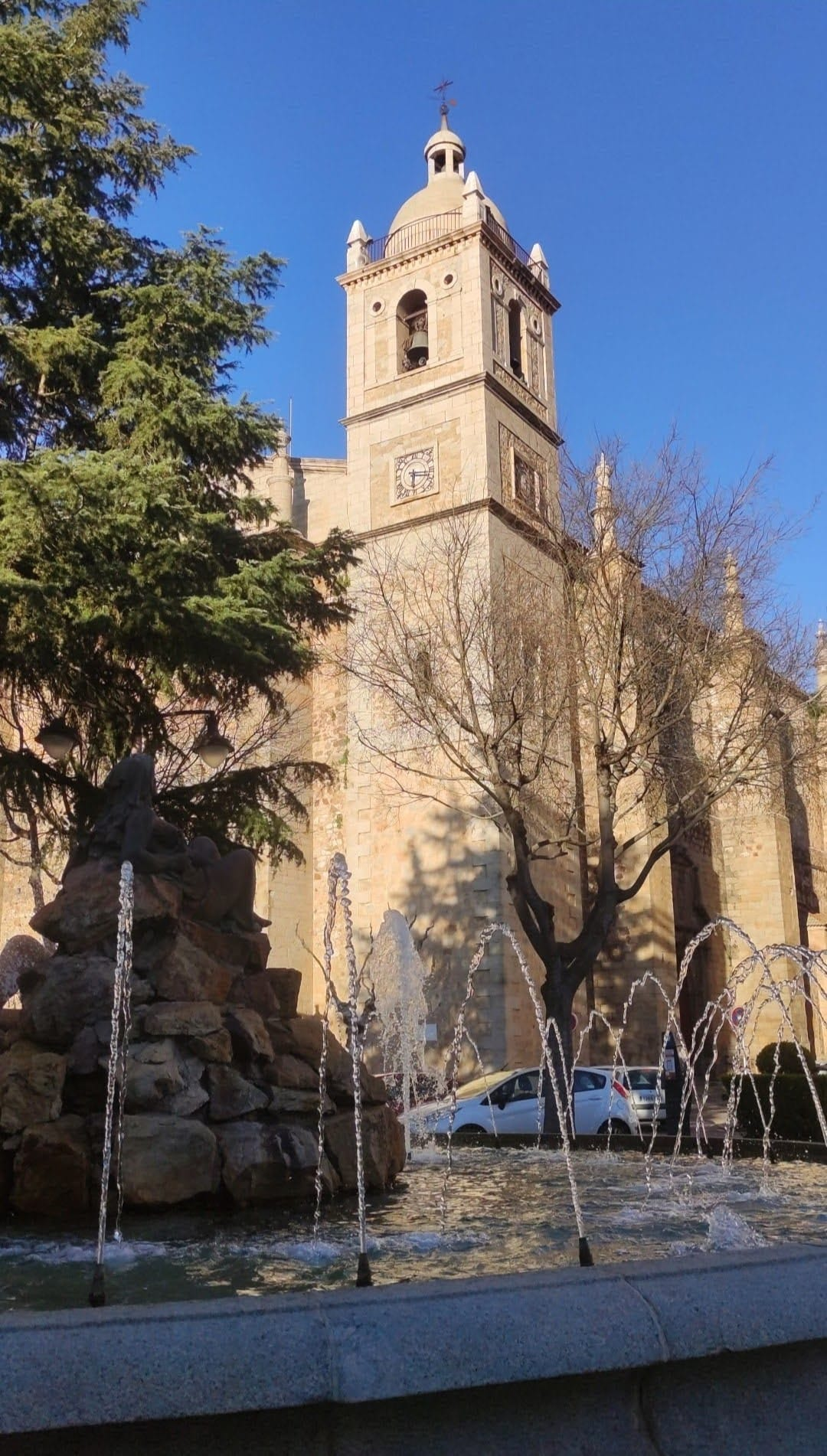
Iglesia parroquial de Santiago Apóstol, del

El 7 de marzo de 1550, Carlos I concedió a Don Benito sus primeras ordenanzas municipales. En 1591 el poblado llegó a contar con 4239 habitantes, según el Censo de la Corona de Castilla. Con la llegada de la Edad Moderna, la población experimentó un crecimiento demográfico vertiginoso. Durante los siglos XV y XVI, la aldea de Don Benito experimentó un aumento de población, hecho que originó el que las construcciones urbanas se expandieran de forma rápida alejándose de su primitivo emplazamiento, el cerro de San Sebastián. En este periodo las actividades económicas son de tipo agrario, como la ganadería con la creación del Concejo de la Mesta y la nueva estructura de la propiedad impuesta por los conquistadores: el latifundio. En el siglo XVII sufrió una gran pérdida de habitantes por culpa de las epidemias de peste, lluvias torrenciales, plagas de langosta, sequías, etc. Es en el siglo XVIII cuando se le atribuye 8231 habitantes.
Julio de 1735 fue fecha histórica para Don Benito al hacerse con el privilegio de villa exenta, lo que conllevaba la independencia del condado de Medellín mediante el pago a Felipe V de 4500 ducados. Sin embargo, fue un siglo antes, el 6 de noviembre de 1635, cuando empezó la andadura de su autonomía. El 6 de enero de 1634, el rey Felipe IV de España "para ayudar a las provisiones de mi real servicio", publica una cédula en la que da poder para comprar "jurisdicciones que usan los lugareños de señorío". En virtud de esta cédula "otorgó escritura" por la cual vendió, al dicho lugar de Don Benito, Concejo, Justicia y Regimiento de él, la jurisdicción de oficios ya podía nombrar, el día de San Miguel, dos alcaldes ordinarios "sin aprobación ni confirmación del Conde de Medellín ni de otra persona alguna". "Y mandaréis de mi parte que yo, por la presente, mando al dueño (por el Conde de Medellín) que se fuere del dicho lugar Don Benito". También puede nombrar a los Regidores y a los Escribanos del Concejo. Para ello, el Concejo tuvo que pagar doce mil ducados: la décima parte en plata y el resto en vellón, a ciertos plazos. Don Benito, en este sentido, ya era independiente, así lo dice el Rey:

«...Mandaréis de mi parte que yo, por la presente, mando al dueño que se fuere del dicho lugar y que deje y consienta usar después la jurisdicción de los dichos oficios y le ampare y defienda en la dicha posesión sin que ninguna persona se entremeta a perturbar al dicho lugar de Don Benito, para que pueda..." Dada en Madrid, a 6 de noviembre de 1635 años.''YO, EL REY...»

### Edad Contemporánea

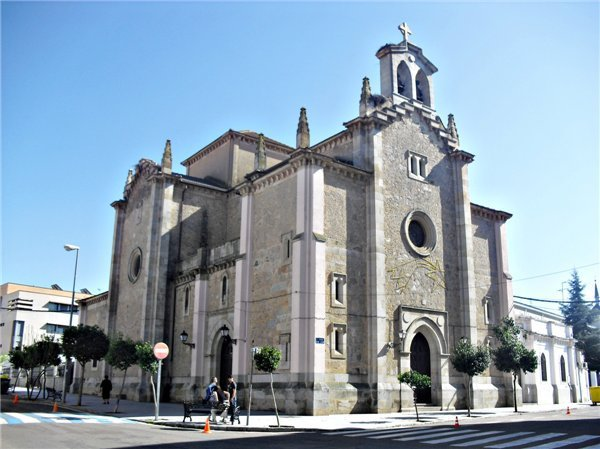
Iglesia parroquial de San Juan Bautista (Claretianos), de 1886

A la caída del Antiguo Régimen la localidad se constituye en municipio constitucional en la región de Extremadura. En 1834 se convierte en Cabeza de Partido Judicial y en 1846 es designado Cabeza de Distrito Electoral. En el censo de 1842 contaba con 3806 hogares y 14 610 vecinos. En 1856 consigue el título de Ciudad, otorgado por Isabel II, en atención a su creciente desarrollo.
La Guerra Civil Española azotó a la ciudad considerablemente, al estar esta cerca de la línea del bando republicano. La Sierra de Ortiga guarda una de las fortificaciones más fabulosas que el ejército republicano realizó en todo el frente extremeño. Se trataba de un sistema complejo de trincheras y de pasadizos subterráneos. También, la sierra albergaba puestos de francotiradores y búnkeres de hormigón armado.

#### Proceso de fusión con Villanueva de la Serena

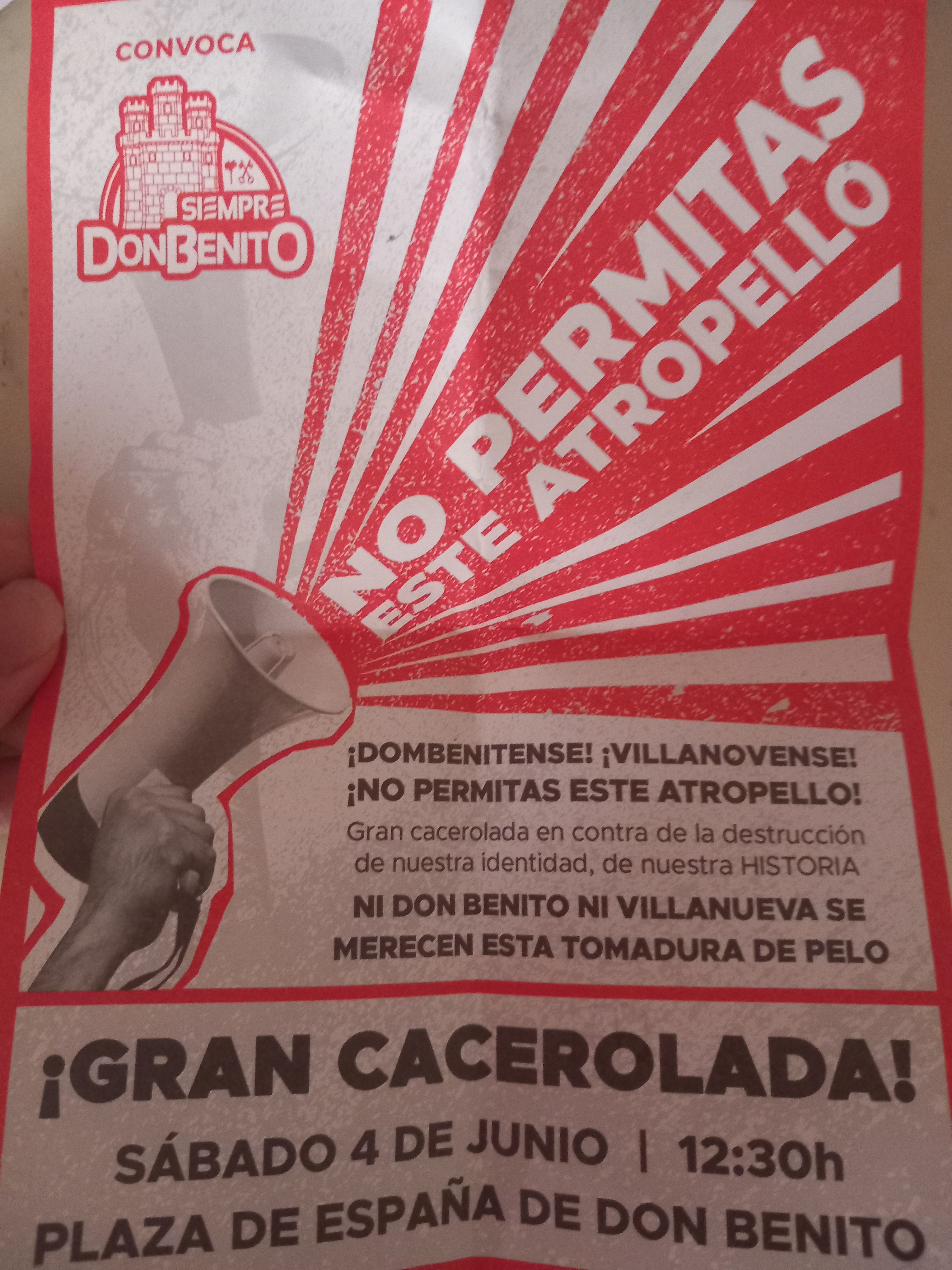
Pancarta anti-fusión de Siempre Don Benito.

En 2021 se impulsó la propuesta de la fusión municipal entre Villanueva de la Serena y Don Benito promovida por ambos consistorios. Contó con el visto bueno de la Diputación de Badajoz, la Junta de Extremadura y la Subdelegación del Gobierno. En noviembre de 2021 el Consejo de Ministros autorizó la celebración de una consulta popular no vinculante que se llevaría a cabo el 20 de febrero de 2022  Para que se aprobase la fusión era necesario una participación mínima del 50 % de las personas empadronadas en cada municipio y  alel y que los votos a favor de la fusión alcanzasen, también en cada municipio, el 66% de los emitido
El proceso de unificación comenzaría con las Elecciones municipales de Don Benito y Villanueva de la Serena de 2023 e iba a concluir con Elecciones municipales de Don Benito y Villanueva de la Serena de 2027. Como nombre para el municipio fusionado se barajaban dos nombres: Vegas Altas y Don Benito-Villanueva.
Desde el ayuntamiento bajo la gobernanza del PSOE se propuso a los concejales así como asesores del CLIA (asociación de jóvenes) diferentes objetivos e ideas en pro de la fusión. Esto causó cierto revuelo, pues más adelante, durante el segundo y tercer trimestre estudiantil, los alumnos de los institutos IES José Manzano, IES Chamizo, IES Donoso Cortés fueron instruidos en charlas a favor de la fusión. Lo que se interpretó como adoctrinamiento, pues todo aquel que rechazaba estas actividades parecía ser reprendido. Al mismo tiempo que se repartían papeletas a la salida de los colegios y demás centros públicos por parte de trabajadores no remunerados. Siendo el contenido de estas papeletas un mensaje que constaba de una hora y un lugar, siendo el sitio la comúnmente llamada, plaza roja. Toda esta serie de acciones y procesos llevaron a la ciudadanía calabazona a rechazar la unión de forma colectiva. Lo que resultó en la creación de un partido de carácter municipal, que triunfó en las urnas como se vería más adelante, llamado Siempre Don Benito.Diferentes asociaciones de carácter municipal, y una parte de la sociedad, se organizó activamente en marchas y caceroladas para evitar la fusión.

##### Resultado del referendum
- Participación:
  - Don Benito: 50,42 % (63,17 % en las municipales de 2019).
  - Villanueva de la Serena: 58,94 % (un 69,77 % en las últimas municipales)
- Resultado:
  - Don Benito: 66,27 % de votos a favor del sí en Don Benito (con un 33,27 en contra)
  - Villanueva de la Serena: 90,49 % de votos a favor del sí (más un 9,03 % en contra y 0,48 % en blanco).[10]

Estos resultados superaban el 66 % de síes en cada municipio que se había fijado en el referéndum; por otra parte, el recuento de votos de la consulta en Don Benito tuvo cierta polémica (con impugnación e implicaciones judiciales). Además, la poca participación habida en la consulta de Don Benito en la que sólo votó la mitad del electorado y la gran división social producida entre los partidarios y detractores de la fusión hizo que la continuación del proceso dependiera del impulso político que recibiera el proyecto por parte del Ayuntamiento de Don Benito tras las elecciones municipales de mayo de 2023. El proceso de fusión municipal no iba culminar antes de 2027.

##### Consecuencias
En las Elecciones municipales de Don Benito en 2023 el proyecto de fusión fue el gran asunto de debate político entre los distintos partidos concurrentes a los comicios. Los resultados que arrojaron las urnas supusieron una dura derrota política del PSOE, puesto que a pesar de ganar los comicios perdió la mayoría absoluta bajando de 14 a 9 concejales, y la irrupción como segunda fuerza con 7 concejales del partido Siempre Don Benito, nacido de la plataforma vecinal contraria a la fusión. Por su parte, el Partido Popular repitió resultado manteniendo los 5 concejales con los que contaba. Tras semanas de negociaciones entre los distintos partidos, finalmente Siempre Don Benito y el Partido Popular llegaron a un acuerdo para gobernar juntos alternándose dos años cada uno al frente de la alcaldía y acordando la paralización del proyecto de fusión y abriendo la puerta a la celebración en la segunda parte de la legislatura de una nueva consulta que contase con las garantías y neutralidad debidas.
Tras la polémica paralización de la fusión, nacería una plataforma ciudadana después convertida en asociación, Asociación Por la Fusión DBVVA que realizaría asambleas ciudadanas y manifestaciones y que sigue luchando por que se realice la fusión. 

## Demografía
Don Benito cuenta con una población de 37 728 habitantes (INE 2024).
| Gráfica de evolución demográfica de Don Benito entre 1842 y 2021                                                      |
| |
| Población de derecho según los censos de población del INE. Población de hecho según los censos de población del INE. |

La población empadronada en el municipio era de 36 924 habitantes (INE, 2017), distribuida entre ciudad y siete poblados de colonización.
| Nombre                 | Categoría           | Población |
| ---------------------- | ------------------- | --------- |
| Don Benito             | Ciudad              | 32 708    |
| Conquista del Guadiana | Pedanía             | 131       |
| Gargáligas             | Entidad Local Menor | 526       |
| Hernán Cortés          | Entidad Local Menor | 944       |
| Ruecas                 | Entidad Local Menor | 701       |
| El Torviscal           | Entidad Local Menor | 562       |
| Valdehornillos         | Entidad Local Menor | 670       |
| Vivares                | Entidad Local Menor | 733       |
| Total                  |                     | 36 975    |

## Administración y política
| Periodo   | Nombre                           | Partido | Partido                                       |
| --------- | -------------------------------- | ------- | --------------------------------------------- |
| 1979-1983 | León Romero Verdugo              |         | Partido Socialista Obrero Español-Extremadura |
| 1983-1987 | José Diestro Sierra              |         | Partido Socialista Obrero Español-Extremadura |
| 1987-1991 | José Luis Viñuela Díaz           |         | Partido Socialista Obrero Español-Extremadura |
| 1991-1995 | José Benito Sierra Velázquez     |         | Partido Socialista Obrero Español-Extremadura |
| 1995-2015 | Mariano Gallego Barrero          |         | Partido Popular de Extremadura                |
| 2015-2023 | José Luis Quintana Álvarez       |         | Partido Socialista Obrero Español-Extremadura |
| 2023-2025 | María Fernanda Sánchez Rodríguez |         | Siempre Don Benito                            |
| 2025-act. | Elisabeth Medina Bravo           |         | Partido Popular de Extremadura                |

| Partido político                         | 2023  | 2023  | 2023       | 2019   | 2019  | 2019       | 2015  | 2015  | 2015       | 2011   | 2011  | 2011       | 2007   | 2007  | 2007       |
| Partido político                         | Votos | %     | Concejales | Votos  | %     | Concejales | Votos | %     | Concejales | Votos  | %     | Concejales | Votos  | %     | Concejales |
| Partido Socialista Obrero Español (PSOE) | 7856  | 39,26 | 9          | 10 140 | 55,37 | 14         | 9698  | 49,74 | 13         | 9030   | 44,64 | 10         | 6942   | 37,02 | 8          |
| Siempre Don Benito                       | 6621  | 33,09 | 7          | —      | —     | —          | —     | —     | —          | —      | —     | —          | —      | —     | —          |
| Partido Popular (PP)                     | 4213  | 21,05 | 5          | 4325   | 23,62 | 5          | 6583  | 33,76 | 8          | 10 131 | 50,08 | 11         | 11 061 | 58,98 | 13         |
| Ciudadanos (CS)                          | 231   | 1,15  | 0          | 1779   | 9,71  | 2          | 847   | 4,34  | 0          | —      | —     | —          | —      | —     | —          |

## Servicios

### Educación

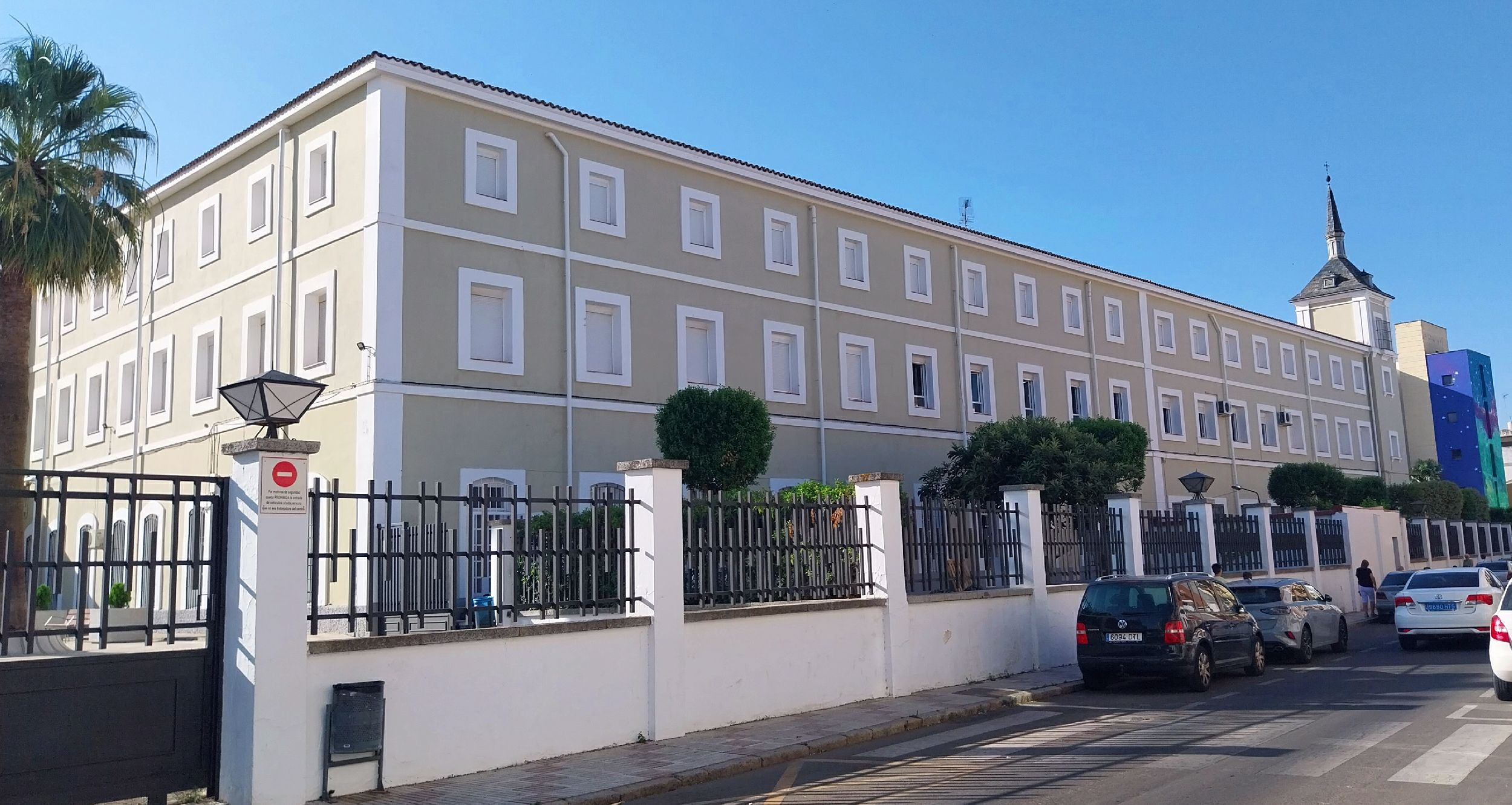
Colegio Claret

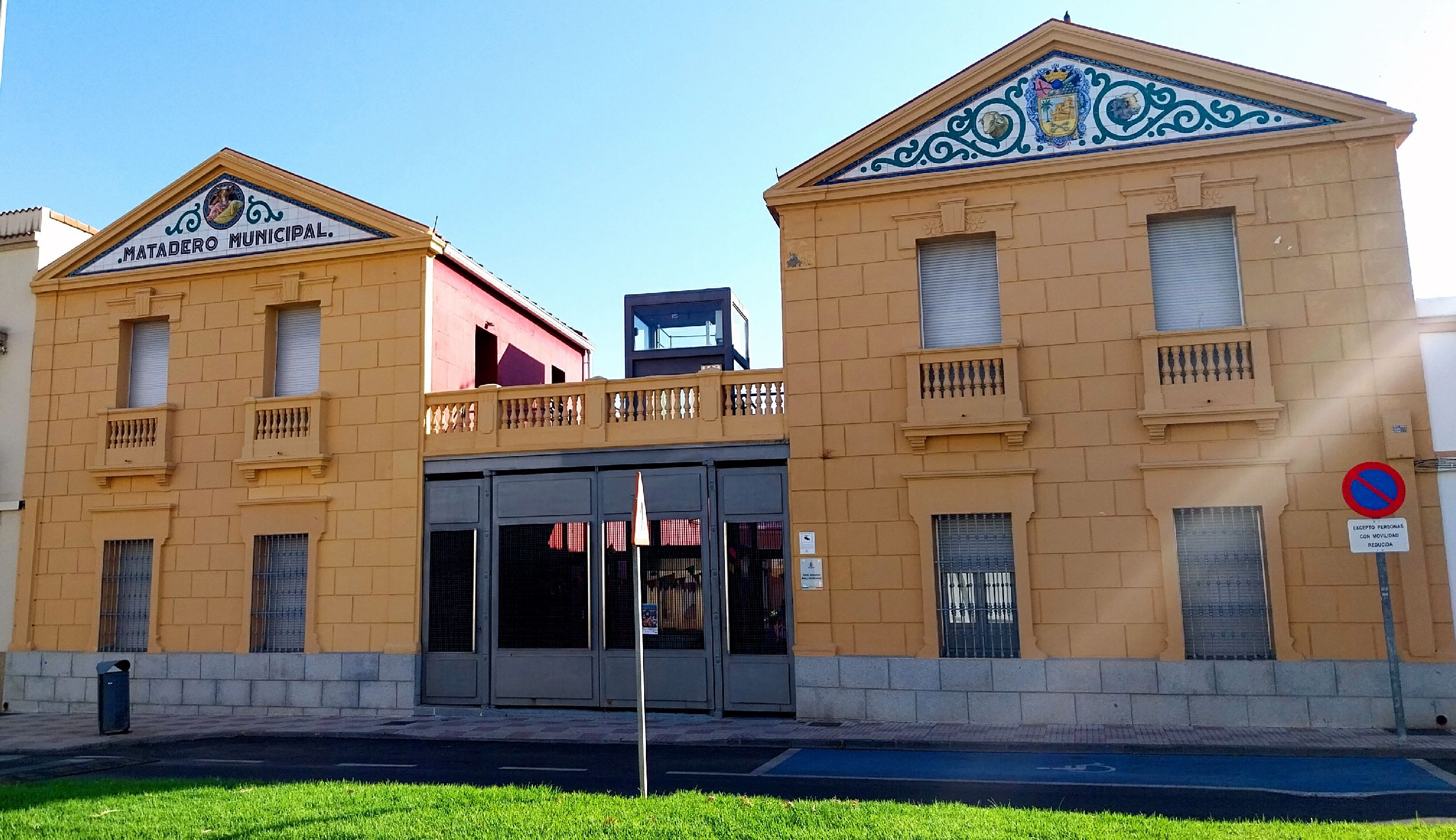
Antiguo Matadero Municipal (1926), hoy Escuela Municipal de Danza y Artes Escénicas

Actualmente, la ciudad cuenta con seis colegios. También cuenta con cuatro institutos. Próximamente se iniciará la construcción del séptimo colegio, que será construido en la zona de la salida de las cruces. También la ciudad cuenta con un centro de educación permanente para adultos, un centro de discapacitados Plena Inclusión, un centro para la formación de nuevos agricultores especializados, un conservatorio municipal de música, un centro de recursos, un centro de profesores, escuela oficial de idiomas y distintas guarderías repartidas por toda la ciudad. Algunos de los colegios e institutos tienen sección bilingüe en inglés. A continuación una lista de los colegios e institutos de Don Benito:
- Colegio Sagrado Corazón (concertado)
- Colegio Claret (concertado)
- C.E.I.P. Nuestra Señora del Pilar (público, con sección bilingüe)
- C.E.I.P. Zurbarán (público, con Sección bilingüe)
- C.E.I.P. Francisco Valdés (público, con Sección bilingüe)
- C.E.I.P. Donoso Cortés (público, con Sección bilingüe)
- I.E.S. José Manzano (público, con Sección bilingüe)
- I.E.S. Donoso Cortés (público, con Sección bilingüe)
- I.E.S. Cuatro Caminos (público, con Sección bilingüe)
- I.E.S. Luis Chamizo (público, con Sección bilingüe)
- Centro de Formación del Medio Rural (antigua escuela de capataces, perteneciente a la Consejería de Agricultura,Desarrollo Rural, Población y Territorio)

### Sanidad
La ciudad cuenta con dos centros de salud, los dos públicos y un centro de especialidades. Además, posee una clínica privada, Hospital Parque Vegas Altas y un hospital público, Hospital Don Benito-Villanueva de la Serena.
Próximamente se dará la apertura del nuevo hospital Don Benito-Villanueva que será un módulo de consultas externas y además servirá para apaciguar la masificación del principal.

### Seguridad ciudadana
Don Benito posee un centro de policía local en Avenida del Pilar y otro de la policía nacional en avenida de Córdoba, también un cuartel de la Guardia Civil y servicio de Protección Civil. Además las calles comerciales de la ciudad durante las fiestas y vacaciones están vigiladas por agentes de policía tanto nacional como local. La primera Comisaría de Policía Nacional fue creada en 1978 por el ministro del Interior.

### Comunicaciones
Carreteras
- Autovía del Suroeste (A-5), atraviesa el término municipal entre los p.k. 301 y 310.
- N-430 (Badajoz-Valencia), que entre Badajoz y Torrefresneda comparte trazado con la Autovía A-5. Está carretera ya está convertida en la autovía A-43 en su gran parte, faltando concretar su trazado entre Puertollano y Torrefresneda. La opción elegida por Fomento es la sur, pasando por Don Benito, Villanueva de la Serena, Campanario, Castuera, Cabeza del Buey y Almadén. Falta el visto bueno de Medio Ambiente.
- Autovía de las Vegas Altas (EX-A2), de Miajadas a las Vegas Altas (Don Benito-Villanueva de la Serena).
- EX-105 de Don Benito a Portugal por Almendralejo.
- EX-345 de Don Benito a Higuera de la Serena.
- EX-346 de Don Benito a Quintana de la Serena.
- EX-206 de Don Benito a Cáceres.
- EX-106 de Don Benito a Miajadas.

Ferrocarril

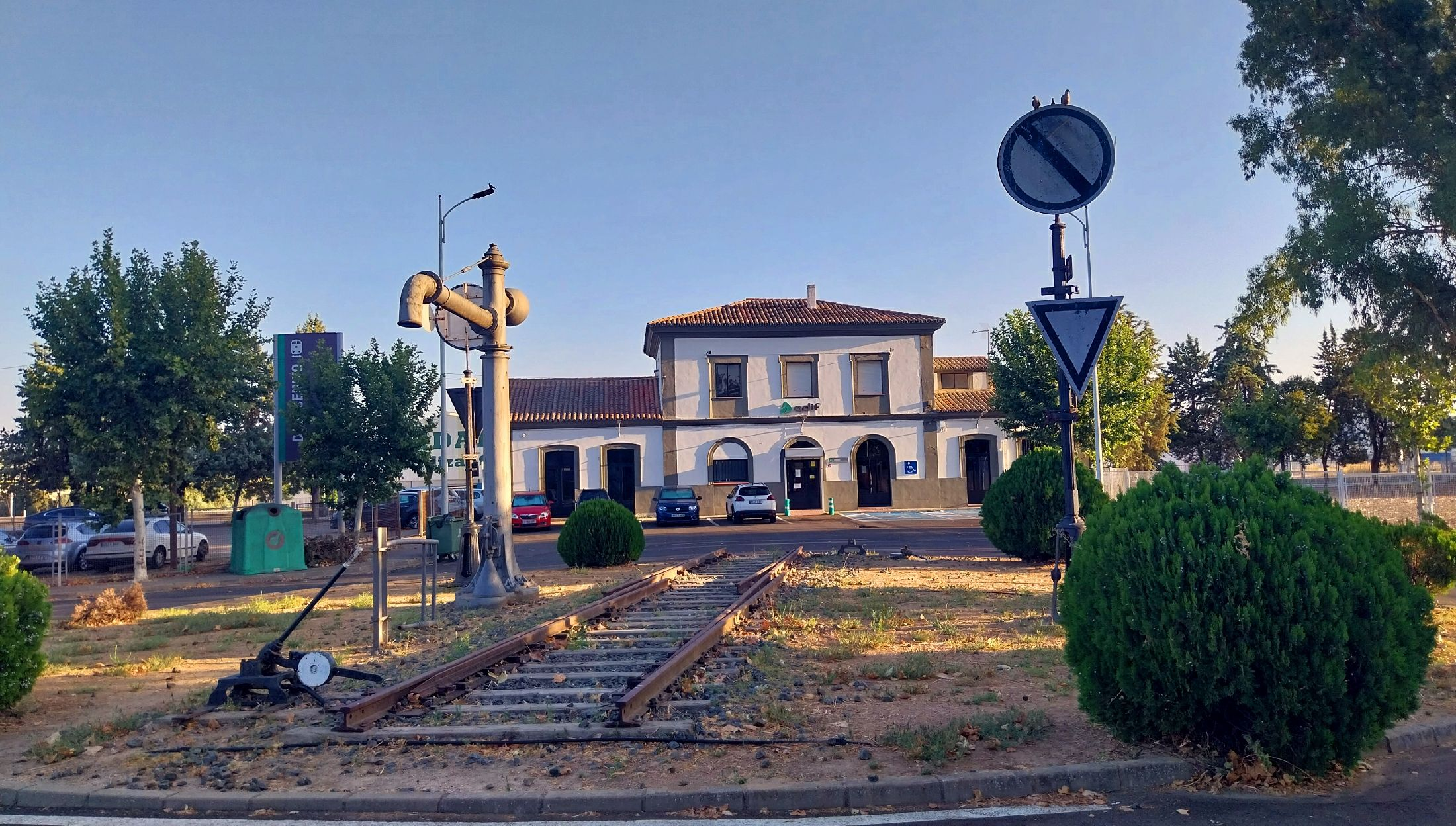
Estación de Adif

La Estación de Trenes de Don Benito está situada en el norte de la ciudad. Es gestionada por Adif. Enlaces directos con las siguientes localidades:
- Línea Badajoz-Ciudad Real-Madrid: Badajoz, Mérida, Don Benito, Villanueva de la Serena, Puertollano, Ciudad Real y Madrid.

Esta línea ferroviaria está en proyecto de ser electrificada al ser considerada como eje fundamental del Corredor Atlántico-Mediterráneo, para desplazamientos de mercancías entre el litoral atlántico hispano-portugués de los puertos de Sines y Huelva y los puertos del Mediterráneo como Cartagena y Valencia.
Además, a través de Mérida, se tiene conexión con las siguientes líneas:
- Línea Madrid-Badajoz: Madrid, Talavera de la Reina, Navalmoral de la Mata, Plasencia, Cáceres, Mérida y Badajoz. Esta línea se prevé convertir en Alta Velocidad en los próximos años.
- Línea Cáceres-Sevilla: Cáceres, Mérida, Almendralejo, Zafra y Sevilla.

Así mismo, a través de Puertollano se tiene conexión la línea de Alta Velocidad Madrid-Sevilla.
Hace tiempo que hay un proyecto de construcción de un tranvía que vaya de Don Benito a Villanueva de la Serena para que las dos ciudades estén mejor comunicadas. Este tranvía sería el primero de Extremadura.
Autobús
La ciudad tiene dos líneas de autobuses urbanos de la compañía Pormasa Autocares que unen Don Benito con Villanueva de la Serena: Línea 4 JEV-015 (salida Villanueva de la Serena-Don Benito) y Línea 5 JEV-015 (salida Don Benito-Villanueva de la Serena). La ciudad también posee una estación de autobuses.

### Centros comerciales

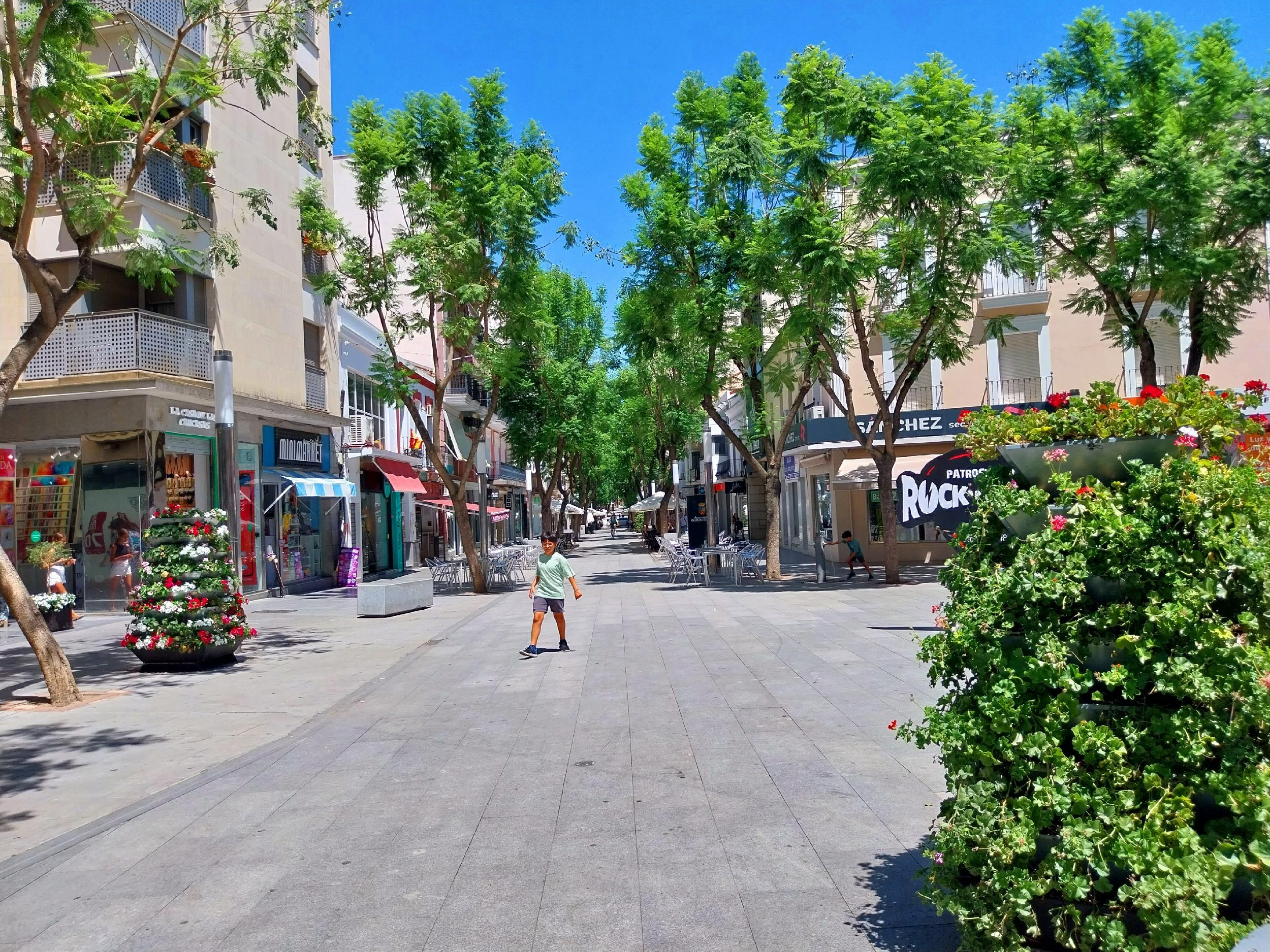
La Plaza del Santo Ángel, corazón comercial de Don Benito

Posee un centro comercial abierto situado en su arteria principal que va desde la Avenida de La Constitución hasta Plaza de España.
También posee el Centro de Ocio Las Cumbres situado a las afueras de la ciudad cerca de la Institución Ferial de Extremadura "FEVAL".

## Cultura

### Patrimonio

#### Monumentos y edificios

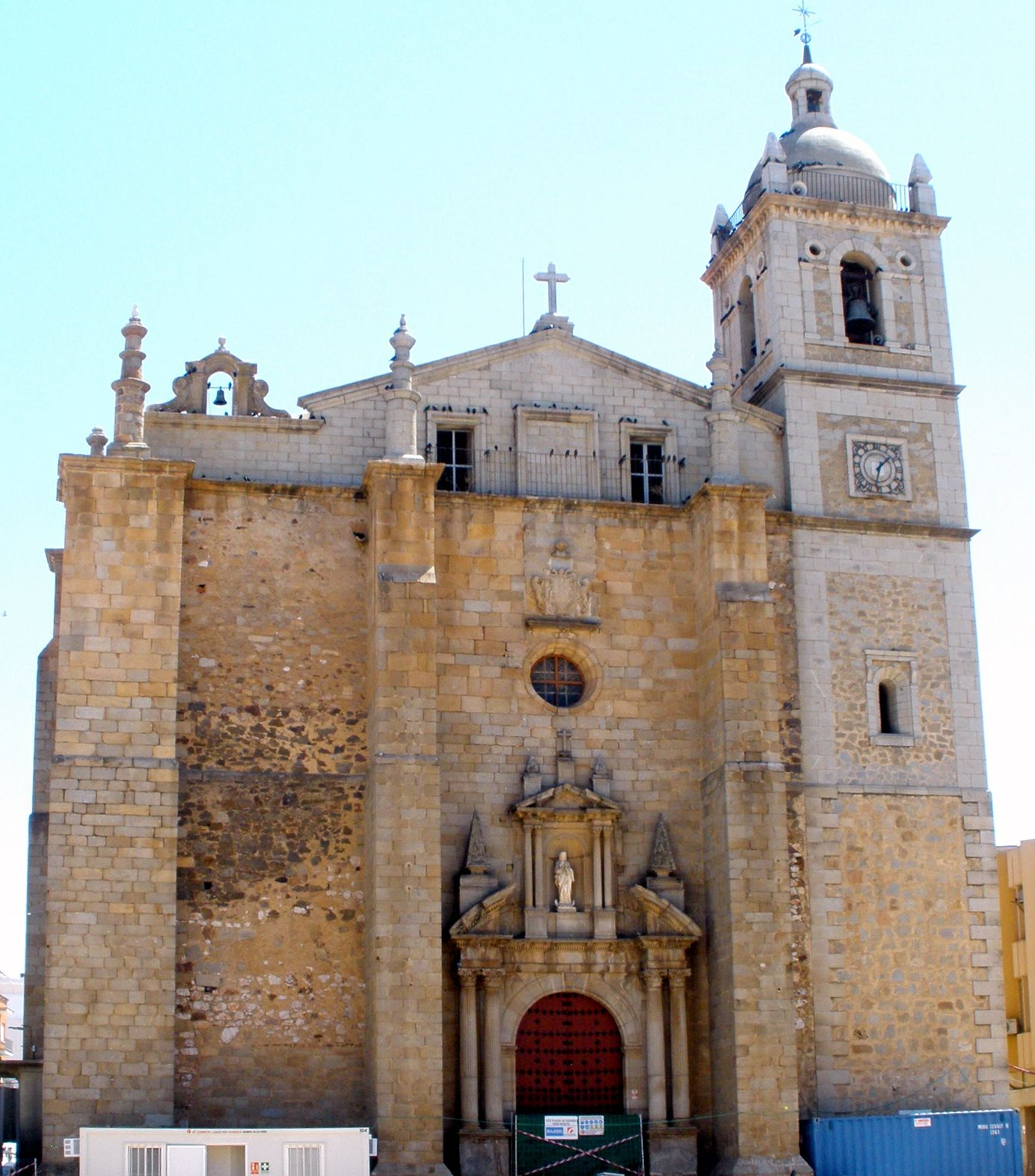
Iglesia parroquia de Santiago Apóstol

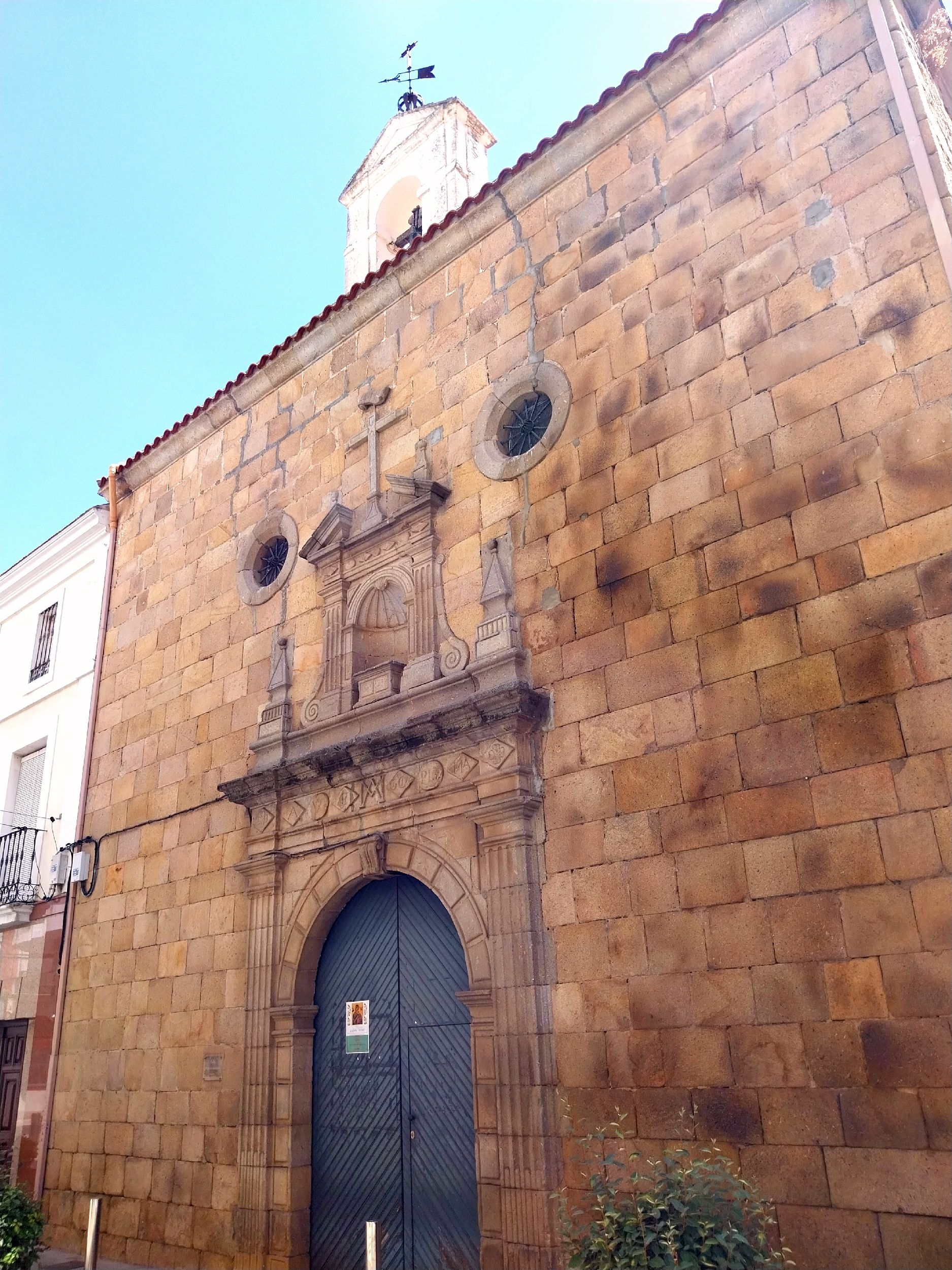
Capilla de Nuestra Señora de Guadalupe (s-XVI)

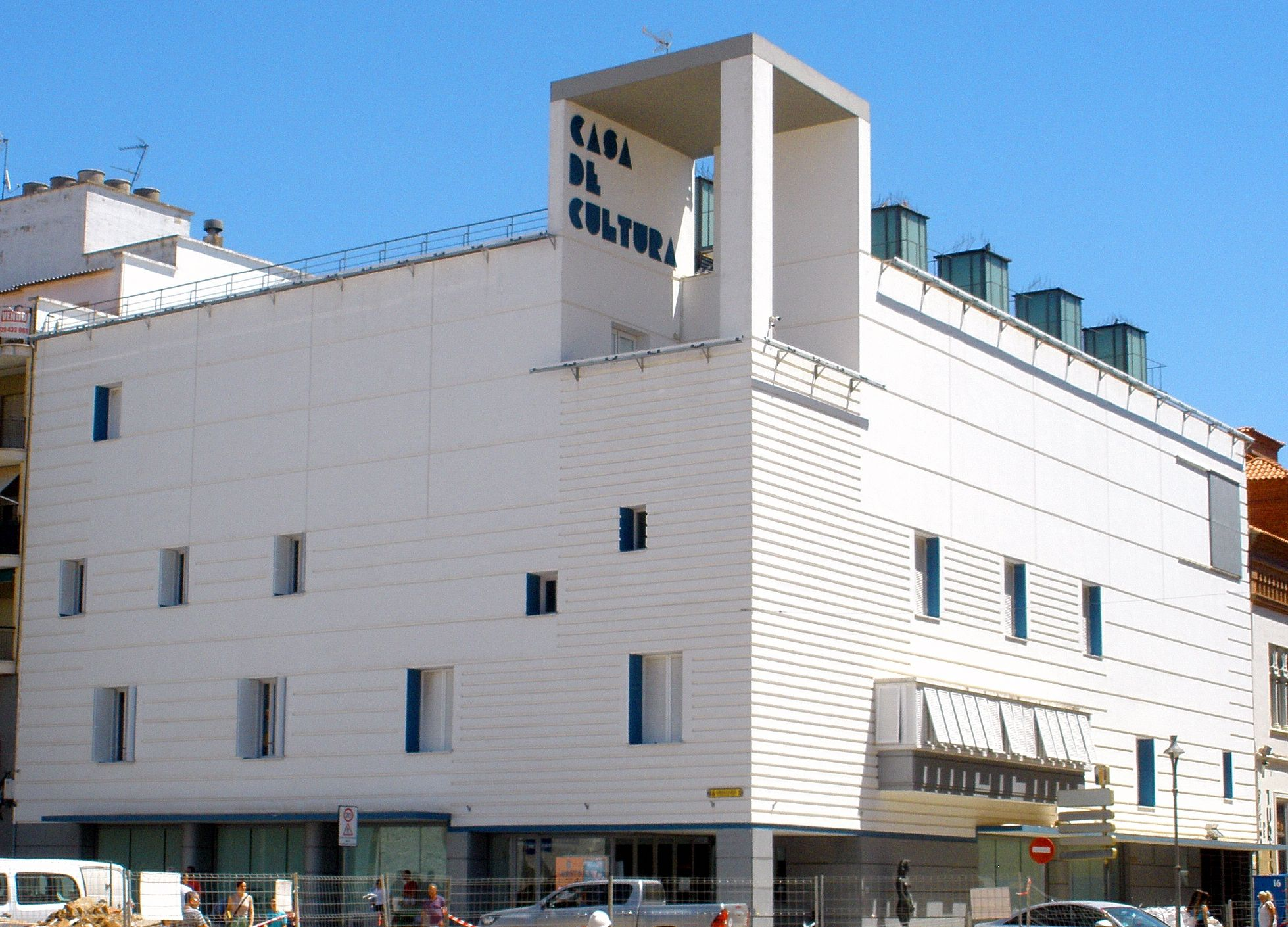
Casa de Cultura, edificio de Rafael Moneo (1997).

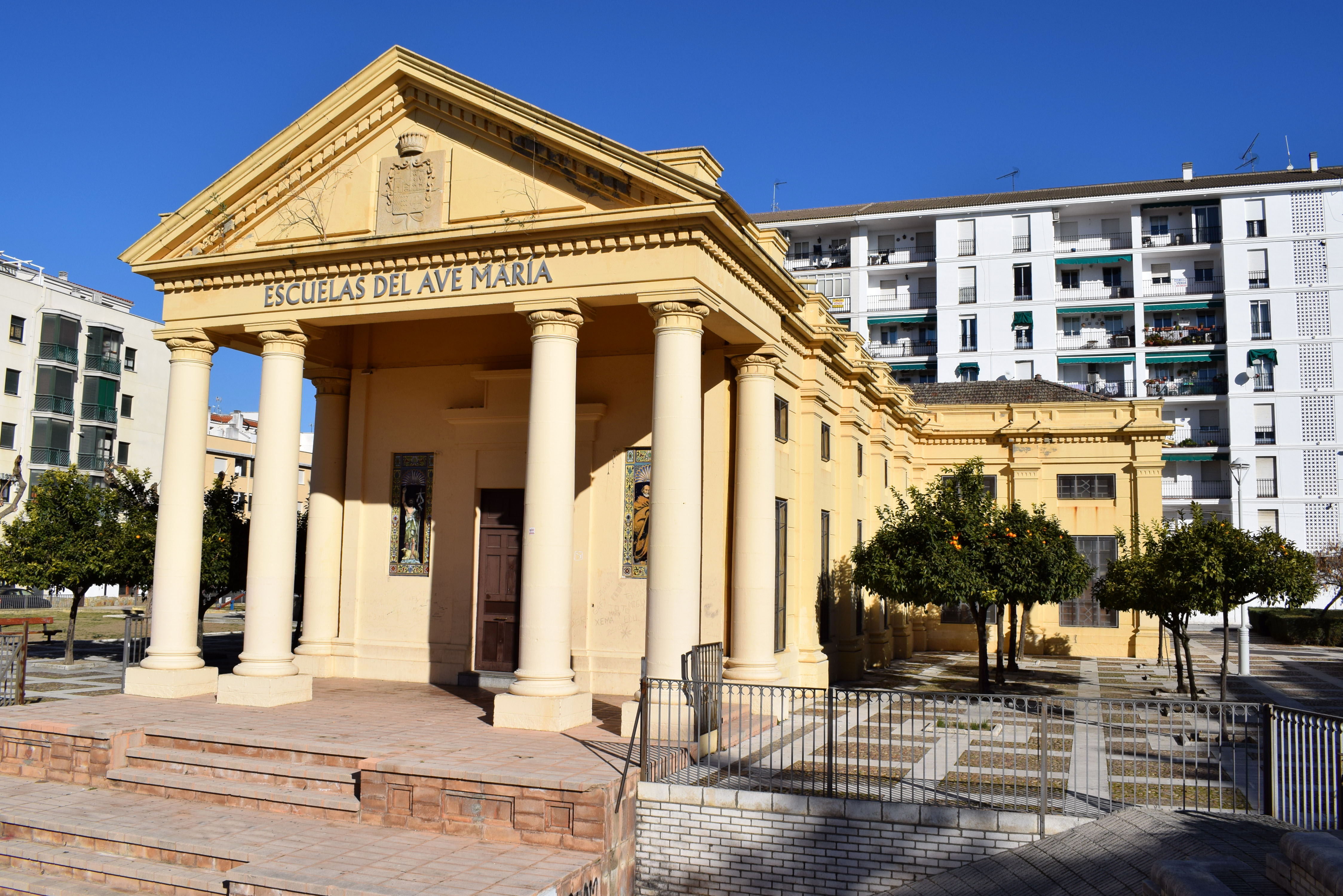
Antiguas Escuelas del Ave María (1927-28)

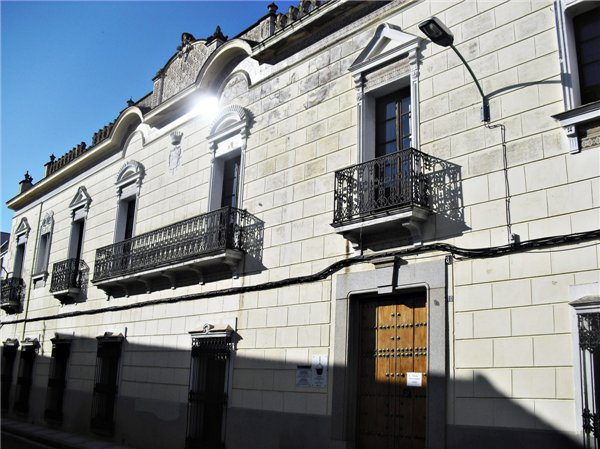
Museo Etnográfico Agustín Aparicio Cerrato

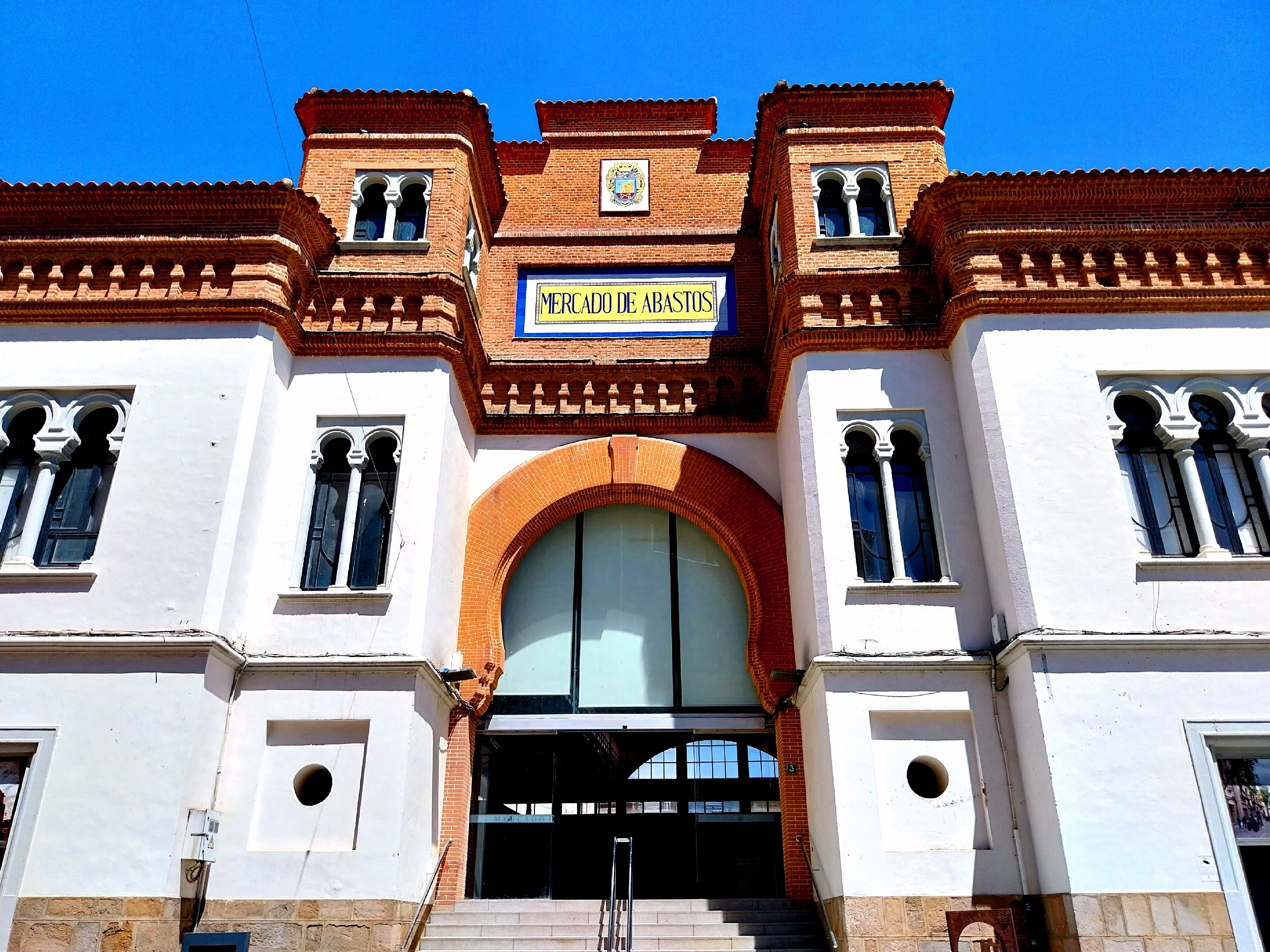
Mercado de Abastos

- Plaza de España: situada en pleno centro del casco urbano y con una extensión de 6600 m cuadrados aproximadamente. En su centro, sustituyendo a una antigua fuente tradicional, se alza un significativo conjunto escultórico obra de Enrique Pérez Comendador, titulado Monumento al agua y la tierra, único en España por estar simbolizado por un hombre en piedra y una mujer en broncinea. En su interior se encuentran versos del poema dedicado al río Guadiana escrito por el médico y humanista Celestino Vega Mateos. En su cara porticada mirando al este, se ubica el palacio municipal, antigua sede del Banco de España, y el edificio de Correos y Telégrafos; opósito a él, en su lado oriental se encuentra la majestuosa iglesia de Santiago Apóstol de estilo renacentista. Fue remodelada en 1965.
- Plaza de Extremadura: su construcción data de 1983, es de forma circular y tiene una superficie de cinco mil metros cuadrados. Está localizada al norte de la ciudad.
- Iglesia de Santiago Apóstol: de grandes dimensiones, Iglesia católica de Santiago en la Archidiócesis de Mérida-Badajoz, Diócesis de Plasencia, arciprestazgo de Don Benito,[19] tiene su origen en el siglo XVI. Pertenece al estilo gótico-renacentista en el interior y de estilo barroco-herreriano en su exterior. Declarada “Bien de Interés Cultural” por la Junta de Extremadura, la iglesia está considerada uno de los monumentos más emblemáticos de la ciudad. A mediados del siglo XX fue remodelada por Delfín Martín Recio.
- Iglesia de San Sebastián: es el edificio religioso más antiguo de la ciudad. En sus orígenes fue una sencilla ermita erigida con la advocación de dos mártires, San Sebastián y San Fabián. Ubicada en un cerro, es el lugar más elevado y el primigenio asentamiento humano de la ciudad. Destacó por celebrarse en ella Asambleas Generales de la Mesta.
- Convento de las Carmelitas Descalzas: fundado en 1883 en una de las calles más representativas de la ciudad. El convento conserva en su austera capilla la imagen del Cristo que se utilizó para la entrañable película de 1955 Marcelino, pan y vino.
- Ermita de las Cruces: situada en un bello enclave en la falda norte de la Sierra de Ortiga, a 7 kilómetros de Don Benito, alberga en ella la venerada imagen de la Virgen de las Cruces, patrona de la ciudad, obra del escultor dombenitense Don Pedro de Torre-Isunza.
- Capilla de la Virgen de Guadalupe: esta capilla perteneció al desaparecido Hospital de San Andrés. Aún sigue conservando su estructura original con portada de sillería, arco de medio punto y dovela central decorada con un acanto.
- Casa de Cultura: la pieza arquitectónica de mayor relevancia y valor en los dominios dombenitenses. Edificio singular, vanguardista y funcional, una verdadera joya que emerge con la máxima delicadeza, sutileza y elegancia, diseñado por el prestigioso arquitecto Rafael Moneo, Premio Pritzker de Arquitectura equiparable al Nobel para arquitectos, entre sus obras en la comunidad extremeña destaca también el Museo Nacional de Arte Romano de Mérida.
- FEVAL (Institución Ferial de Extremadura): es un consorcio que cuenta con más de 25 años de experiencia en la organización de certámenes comerciales, congresos, jornadas profesionales y otras actividades relacionadas con el comercio y la promoción empresarial. Cuenta con unas modernas instalaciones de 22 000 m² en pabellones cubiertos y otros 20 000 m² de superficie de exposición exterior, equipadas con los últimos avances tecnológicos y con una amplia y moderna infraestructura de servicios. Completan sus instalaciones unos espaciosos aparcamientos, tanto para expositores como visitantes, así como amplios jardines, zonas de descansos y viales interiores, configurado todo ello sobre una parcela de 120 000 m². Además sus instalaciones cuentan con un moderno y polifuncional edificio de más de 10 000 m² dotado de las más vanguardistas tecnologías que permite completar la oferta expositiva y de servicios, convirtiendo a FEVAL en el referente regional en cuanto a organizaciones feriales y uno de los recintos feriales más importante de todo el suroeste ibérico.
- Teatro Imperial: se encuentra próximo a la Plaza de España y entre mansiones de apreciable valor arquitectónico. Fue inaugurado en 1914 como "Salón Moderno", siendo construido con proyecto del arquitecto Ventura Vaca.
- Escuelas del Ave María: construido en 1927 para albergar las escuelas majonianas; en la actualidad es considerado (desde 1985) espacio escénico de la Avenida del Pilar, y también sirve como espacio para las actuaciones y ensayos de la Banda Municipal de Música de Don Benito.
- Museo Etnográfico "Agustín Aparicio Cerrato": de titularidad municipal y establecido en 2000, se encuentra ubicado en una casa señorial de 1905 que perteneció a los Condes de Campos de Orellana. El montaje museográfico recrea los ambientes originales de un período cronológico que se extendió desde finales del siglo XIX hasta mediados del siglo XX. Se trata de una colección de aproximadamente cinco mil piezas. Son numerosas salas dónde a través de los objetos cotidianos, el visitante adquiere unos conocimientos antropológicos que le permiten conocer cómo eran las costumbres de aquel tiempo.
- Mercado de Abastos: con fachada de estilo neo-mudéjar, fue construido en 1931 por el arquitecto Antonio Rubio sobre el solar de la antigua Plaza de Manzanedo. Se sitúa en pleno casco histórico, frente a la Iglesia Parroquial de Santiago y al lado de la Casa de la Cultura, en la calle Villanueva.
- Ermita de San Isidro: construida sobre un solar de la calle Montera de la ciudad, esta capilla guarda en su interior la imagen del santo. Fue construida en febrero de 2004.
- Plaza de toros multiusos "Alcalde Mariano Gallego": inaugurada en abril de 2011, la plaza de toros multiusos de Don Benito dispone de cinco accesos y seis tendidos, tres de ellos de sol y tres de sombra. Con una capacidad de seis mil personas, la plaza de toros cuenta con almacén general, toriles, dos camerinos, oficina, sala de prensa, capilla, enfermería, corrales de reconocimiento de animales y patio de cuadrillas, además de 25 locales comerciales con los que cuenta dicho edificio.

#### Espacios naturales
- Parque Municipal "Tierno Galván": cuenta con un total de 85 000 m² al norte de la ciudad, su creación tuvo lugar en el año 1942. Es lugar de esparcimiento, sosiego y recreo. Sus numerosas y variadas especies vegetales hacen de este parque uno de los mayores de Extremadura. En consonancia con los tiempos modernos recientemente se ha pavimentado e iluminado su paseo central que lleva hasta la zona destinada a actividades tales como circuito de footing, parque infantil de tráfico y un circuito de ejercicios para personas mayores. Cuenta también con un Templete, escenario en época estival de numerosos conciertos, entre otros de la Banda Municipal.
- Parque Municipal "Las Albercas": cuenta con una superficie de casi 100 000 m², dispone de un auditorio con capacidad para 1000 personas, kiosco-bar, circuito deportivo, pista de skate board, merenderos, lago artificial, y miradores.
- El Palmeral: cuenta con una superficie de unos 175 000 m², empezó a ejecutarse sobre el año 2007, y su nombre se debe al gran número de Palmeras que allí han sido plantadas, está situado al este de la ciudad, a un 1 km. del casco urbano, cuenta con una edificación llamada "El Partenón", de características similares a los construidos en la antigua Grecia, se le ha denominado como monumento al reciclaje, debido a que ha sido ejecutado con el material sobrante de las obras que se hacían en la ciudad, se sitúa en una colina, que es la zona más alta del parque, se usa para representar obras de teatro, actividades deportivas entre otras, además cuentas con bancos, caminos para pasear, y tres charcas, un amplio espacio para el ocio y el deporte.

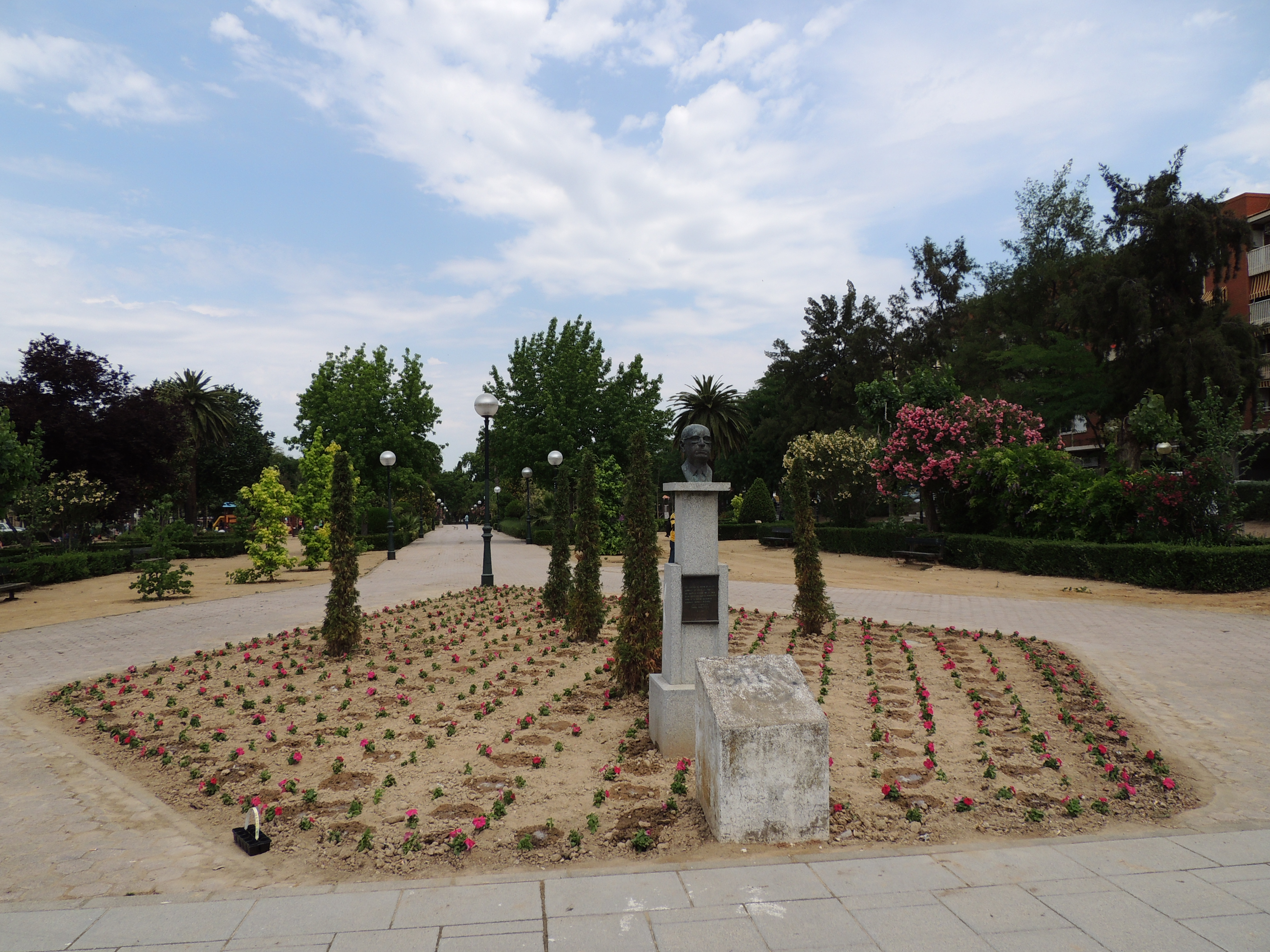
Parque Municipal Tierno Galvan

- Ruta Ecoturística: por la falda de la Sierra de Ortiga, en plena naturaleza y dejando a un lado la Ermita de las Cruces, se inicia entre encinas, jara, tomillo, torvisco etc. una ruta de senderismo a través del Cordel de Sevilla pudiéndose contemplar la Casa de los Guzmanes, el Cortijo de Cabeza Redonda, los Domos Graníticos, el Molino de los Chuscos, de los Pínfanos, el Molino Granados, y la finca municipal "Doña Blanca".

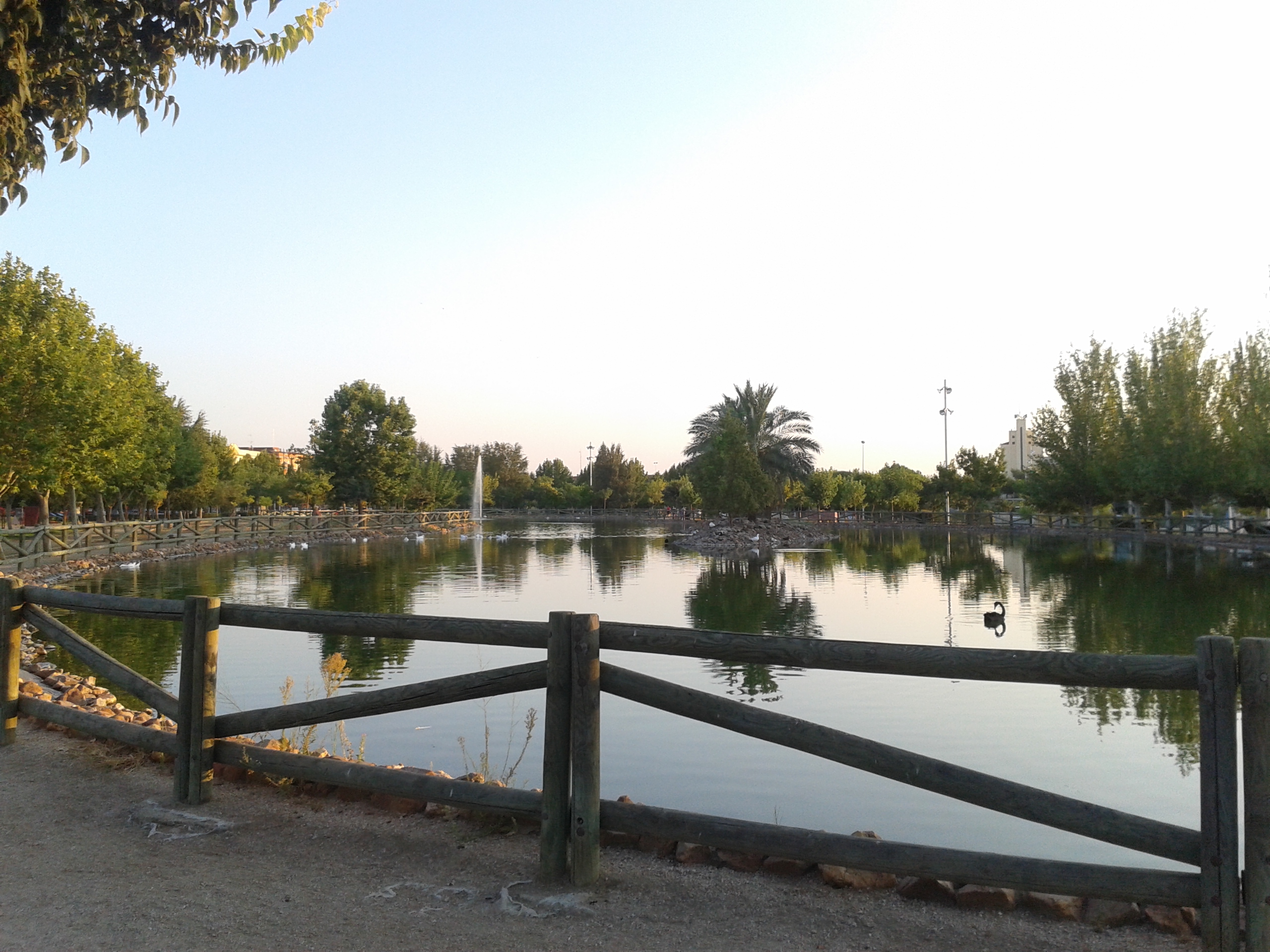
Parque Municipal de las Albercas

- Finca Municipal "Doña Blanca": situada a 5 km. de la ciudad posee, sin duda, unos valores naturales y ecológicos importantes y en su entorno encontramos muestras de la cultura agrícola, así como restos arqueológicos. El Aula de Naturaleza, dotada de las nuevas tecnologías, sirve de apoyo para educar a escolares y público en general en el respeto al Medio Ambiente. El Sendero que bordea el lago nos ayudará a descubrir toda su riqueza paisajística.
- Granja Educativa "El Mansegal": la granja educativa se ubica en la zona norte de la ciudad en una Finca Municipal de 30 000 m cuadrados frente al Polígono Industrial "San Isidro". Cuenta con una granja, cuadras con burros y ponis, centro canino, vivero, huertos de ocio, recinto con avestruces y "Museo del Campo". Se ofrece al visitante la posibilidad de experimentar vivencias en contacto con el mundo rural.
- Ruta Puente de la Pared: esta ruta es por la orilla del río Ortiga, con una naturaleza en su esplendor, se caracteriza por ser una ruta en bicicleta por parajes únicos. Se atraviesa el río constantemente y se puede localizar una gran fauna, como: tortugas, liebres, jabalíes, zorros etc. La ruta termina muy cerca de las localidades de la La Haba y Magacela.

#### Zonas verdes
- Parque Municipal "Tierno Galván": se encuentra en el norte de la ciudad, tiene un amplio espacio y cuenta con una gran masa de arboleda, la mayoría son pinos y algunos chopos. Grandes zonas de ocio, con pista para bicicletas, zonas de columpios, y zonas verdes con bares.
- Parque Municipal "Las Albercas": se encuentra al oeste de la ciudad, con un gran lago en el centro de este y un mirador. Es un parque de reciente inauguración, de ahí sus innovaciones.
- Finca Municipal "Doña Blanca": se encuentra cerca de la Sierra de Ortiga, es un paraje de bosque mediterráneo, con una laguna para la afición de la pesca deportiva.
- Islilla de la Barca: se encuentra cerca de la ciudad a tan sólo 2 km. Es un paraje situado a la orilla del río Guadiana, hay unos embarcaderos para la pesca deportiva y otras aficiones.

### Eventos culturales

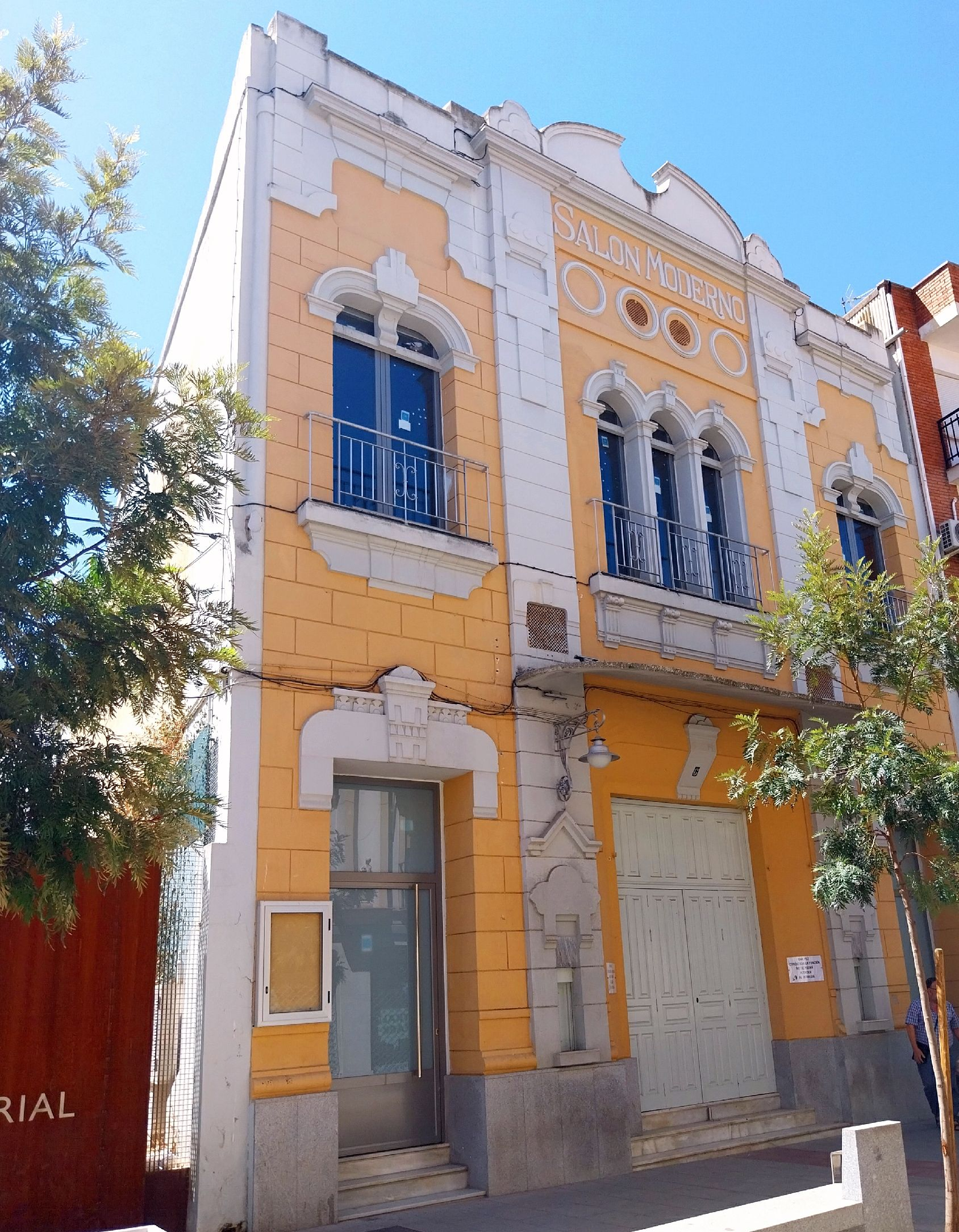
Teatro Imperial

- En el mes de mayo se celebra el Festival Rock'n Blues, de dos días de duración, que reúne a entre diez y quince grupos de música rock y blues nacionales e internacionales.[20]

En la ciudad se celebran todos los años dos festivales muy importantes para el municipio:
- ExtreMagia: semana dedicada a la magia en la ciudad, donde se realizan diferentes espectáculos en las calles de Don Benito con varios magos venidos de todo el mundo para divertir a los ciudadanos con sus trucos de magia. Al final de la semana se realizan dos grandes galas con las que los magos realizan sus grandes trucos y se despiden de la ciudad.
- ExtreMiedo: semana dedicada a la famosa fiesta internacional de Halloween, donde se hacen diferentes actividades dedicadas al terror en diferentes puntos de la ciudad.

### Patrimonio inmaterial
- Feria de Septiembre: feria grande de Don Benito donde al compás de charanga, alegría y música se puede disfrutar hasta el amanecer de las aún cálidas noches de verano. Se celebra en el recinto ferial entre los días 6 y 9 de septiembre.

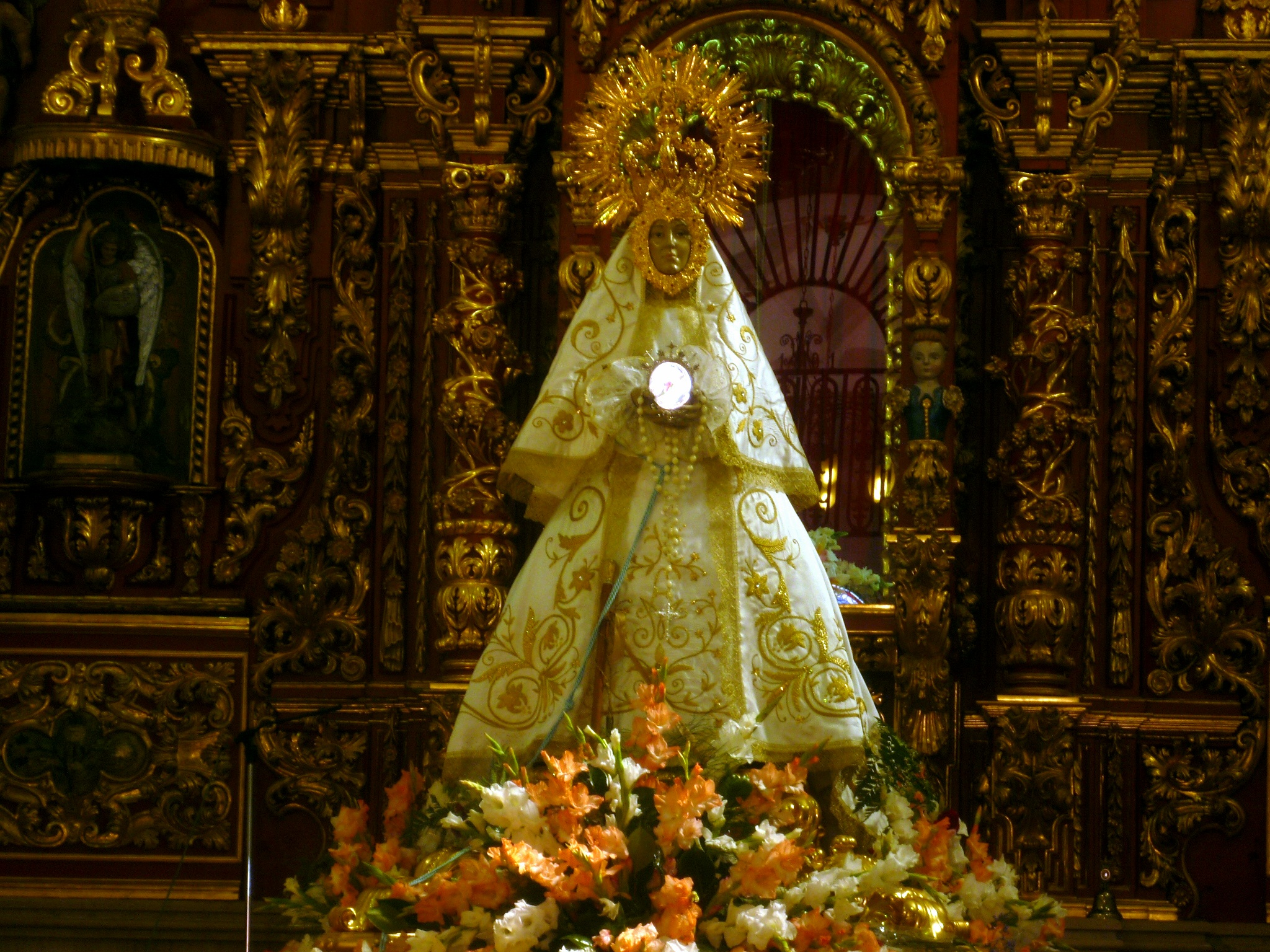
Nuestra Señora de las Cruces, patrona de Don Benito

- La Velá, Tradición y Gastronomía: fiesta en honor a la Virgen de las Cruces, patrona de Don Benito. La denominación de esta fiesta viene de antaño, cuando era costumbre "velar" en su ermita a la Virgen durante la madrugada del 12 de octubre. En la actualidad se vela a la Patrona en la Iglesia de Santiago y al día siguiente toda la ciudad despide a la Virgen trasladándola a su ermita y celebrando un día de romería en los alrededores. En 2017, la Junta de Extremadura la declara como Fiesta de Interés Turístico Regional
- Fiestas de los diferentes barrios de la ciudad: fiestas patronales de San Sebastián, de La Piedad, de San Gregorio, de San Isidro, de San Juan y de Santiago. Cada barrio celebra una fiesta en honor a su patrón o patrona.

### Gastronomía
Entre sus platos más típicos destacan el ajo de calabaza y el ajo de peces. La clásica cachuela extremeña cambia su nombre en esta ciudad por el de molleja, al igual que la forma de elaborarla. También merece una especial mención sus dulces, como las roscas de piñonate, muy típicas en las fiestas de San Sebastián, los gañotes enmelados, las galletas caseras, los pestiños y las famosas bollas. Las Jornadas Calabazonas son unas jornadas gastronómicas en las que se realizan concursos sobre la gastronomía de la comarca. Además incluyen un concurso de calabazas para ver cual es la más grande de todas de todas las presentadas.

### Medios de comunicación

#### Prensa
La ciudad contaba con un periódico local llamado "La Crónica de Don Benito y Villanueva de la Serena", este periódico informaba sobre lo que ocurría en ambas ciudades y en la comarca donde están situadas estas ciudades, al final este periódico cerró. Actualmente existen varias revistas comarcales que hacen la misma función que el anterior periódico.

#### Radio
En la ciudad se pueden sintonizar las siguientes emisoras de radio:
- COPE Don Benito - Villanueva de la Serena: 101.1 FM.
- Ondacero Don Benito: 104.6 FM.
- Cadena SER Vegas Altas: 100.0 FM.
- Radiolé Extremadura: 90.8 FM.
- 40 Principales Vegas Altas: 98.4 FM.
- Cadena 100 Vegas Altas: 91.8 FM.
- Cadena Dial Vegas Altas: 97.3 FM.
- Europa FM Vegas Altas: 94.9 FM.
- Canal La Serena-Vegas Altas Radio (esta emisora no emite por la TDT y FM, es radio por cable e internet)

#### Televisión
La ciudad tiene adjudicadas una concesión pública y tres concesiones privadas de televisión en TDT por parte de: Producción Canal 30 Cáceres (K30 TV), Radio Vegas Altas (La Ocho TV) y Producciones Audiovisuales del Norte de Extremadura (Vía Extremadura TV). La ciudad no cuenta con repetidores locales, la señal de TDT se puede coger de los repetidores de Montánchez. También la ciudad cuenta con su propio canal, Canal La Serena-Vegas Altas TV (Antiguo Don Benito TV) que posee un amplio recorrido por la ciudad (este canal no emite por la TDT, es televisión por cable e internet). En la ciudad se pueden sintonizar todos los canales autonómicos, nacionales y locales.

### Deporte

#### Instalaciones deportivas

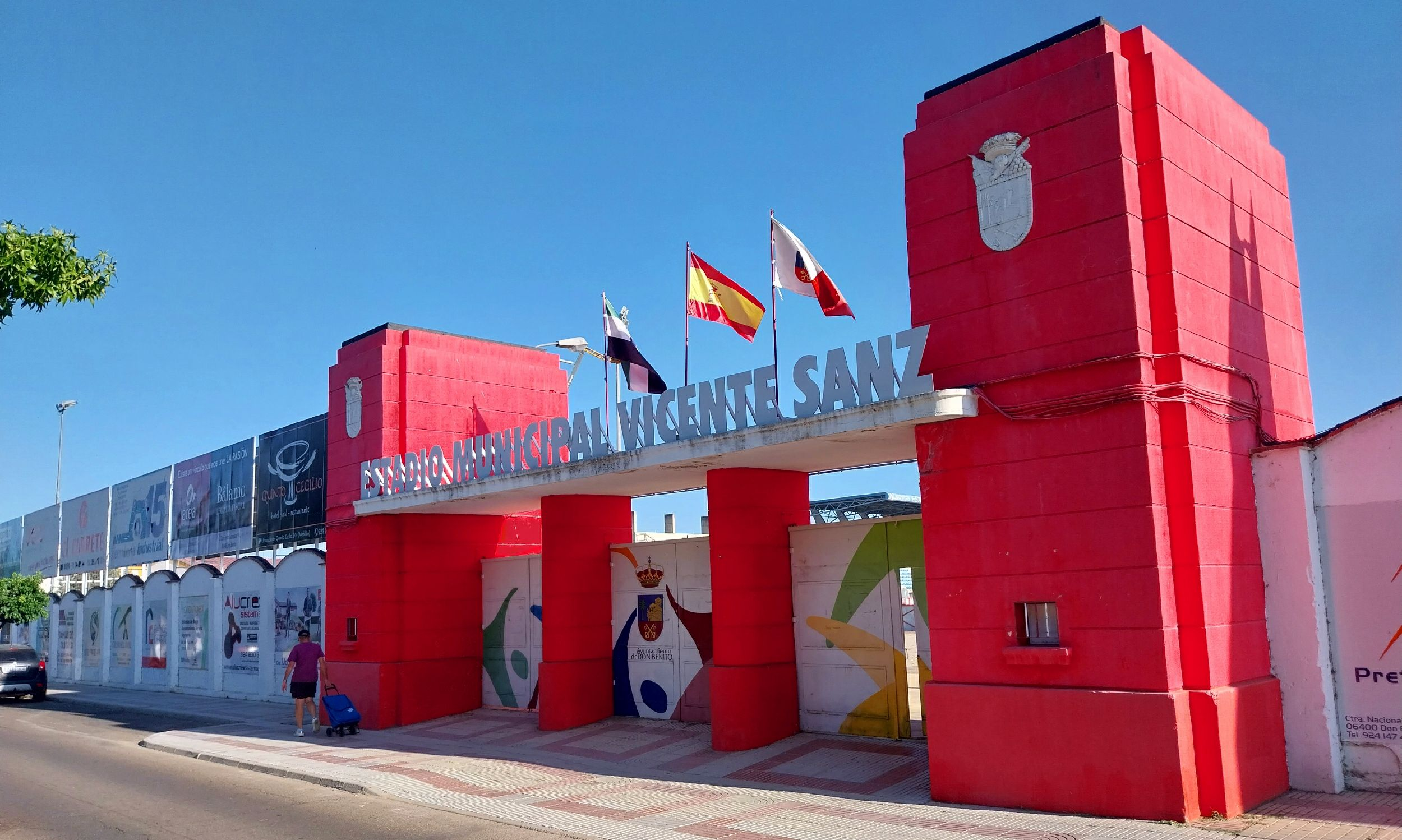
Estadio Municipal Vicente Sanz

La ciudad cuenta con el pabellón PMD, que da lugar a diferentes deportes, y un segundo pabellón en el colegio Zurbarán. También en varios puntos de la ciudad hay distintos gimnasios.
La ciudad cuenta con un campo de césped natural, el Estadio Vicente Sanz (1957), donde juega el Club Deportivo Don Benito y que cuenta con un aforo de seis mil personas, y dos estadios de césped artificial donde juegan las categorías inferiores el llamado Estadio Celestino Mera y el llamado Estadio Paloma Quintero
Otras instalaciones:
- Tenis: la ciudad cuenta con cuatro pistas de este deporte, dos pistas son de césped artificial y dos de cemento.
- Pádel: la ciudad cuenta con seis pistas de este deporte, muy bien acondicionadas.
- Natación: cuenta con una piscina climatizada y otra de verano.
- Voley: cuenta con tres pistas de arena en las instalaciones del PMD y un pabellón.
- Motocross: la ciudad cuenta con un circuito en la zona de Doña Blanca. Es un circuito moderno con variedad de saltos, curvas y rectas.
- Vuelo: la ciudad cuenta con una pista de avionetas para la modalidad de salto y juegos nacionales.

#### Entidades deportivas
- Fútbol: la ciudad cuenta con tres clubes, Club Deportivo Don Benito, Club Atlético Gimnástico Don Benito, Don Benito Balompié y también cuenta con equipo femenino Féminas Don Benito Fútbol Club. El Club Deportivo Don Benito es el club más laureado de la ciudad, está en Segunda RFEF.
- Natación y Triatlón: club de natación Acuarum y el club de salvamento y socorrismo.
- Tenis de Mesa: la ciudad cuenta con el ADTM 150 Años ciudad de Don Benito, equipo que cada año va a más, con una gran cantera y grandes jugadores, compitiendo en varias temporadas en primera división, y con jugadores que llegan a podios en campeonatos de España y algunos seleccionados por la selección extremeña.
- Karate: Don Benito cuenta con varios clubs y equipos de karate.
- Kickboxing: la ciudad cuenta con un club y un equipo de dicho deporte.
- Judo: cuenta con una escuela y un club de este deporte.
- Baloncesto:
- Voleibol

#### Eventos deportivos
- Media Maratón Virgen de las Cruces: maratón en honor a la patrona de la ciudad, en ella se presentan personas de todas las edades. La maratón recorre varias calles de la ciudad.
- San Silvestre Dombenitense: la típica carrera de San Silvestre que se celebra el 31 de diciembre en diferentes partes del mundo, pero en Don Benito la carrera recorre prácticamente todo el centro de la ciudad y además es una de las más famosas y concurridas de Extremadura.
- Intercentros: torneo comarcal entre institutos para estudiantes de 1.º-4.º año donde disfrutan del deporte participando en activas competiciones, que tienen lugar en el polideportivo, siendo: atletismo, fútbol, voleyball, tenis, pádel, natación, orientación y ajedrez.
- DVLeague: se trata de una liga de fútbol sala/fútbol 11 dirigida por una asociación común de jóvenes menores y mayores de edad que tiene lugar en la comarca. Esta competición se da desde hace 3 años y tiene como objetivo recuperar el ocio sano, el compañerismo y el fútbol en las calles de nuestros pueblos. Se desarrolla en las pistas habilitadas a lo largo y ancho de ambas ciudades contando con un gran número de equipos.
- Ciclismo: existe desde los años 1960 una gran tradición ciclista en la localidad (Tabarro, Mecle, Lospitao, Cuadrado). A lo largo del año hay varias pruebas muy reconocidas por la región, pero merece especial atención el Circuito Guadiana creada en 1964, y a la cual asisten corredores de toda España y Portugal.
- Open de Fisicoculturismo Ciudad de Don Benito, días que están dedicados a esta actividad y en los que se realizan sesiones en las que las personas que se dedican al fisicoculturismo muestran sus cuerpos.
- XXVI Fondo Popular ciudad de Don Benito, evento que entra en la liga de Cross Popular de Extremadura-Dip. Badajoz.
- Torneo Internacional de Tenis Femenino WTA Ciudad de Don Benito.

## Ciudades hermanadas
La ciudad de Don Benito está hermanada con:
- Faqih Bin Saleh / Althelata (Marruecos)
- Plasencia (España)
- San Baudilio de Llobregat (España)
- Canyellas (España)
- Villanueva de la Serena (España)